# The Legend of Zelda: A Link to the Past
Pour la réédition sortie sur Game Boy Advance, voir The Legend of Zelda: A Link to the Past / Four Swords.
Vous lisez un « article de qualité » labellisé en 2017.
The Legend of Zelda: A Link to the Past (ou simplement A Link to the Past, ALttP, et parfois Zelda III) est un jeu d'action-aventure développé et édité par Nintendo le 21 novembre 1991 au Japon sur Super Nintendo, puis en avril 1992 aux États-Unis et en septembre 1992 en Europe. Il s'agit du troisième épisode de la série The Legend of Zelda.
Dans un univers de fantasy appelé Hyrule, Link doit trouver les trois pendentifs magiques afin d'obtenir l'épée Excalibur, puis délivrer les sept descendantes des sept sages (dont la princesse Zelda) et vaincre Ganon, dans le but de récupérer la Triforce et ramener la paix dans le royaume. Durant le jeu, Link se déplace dans une carte du monde affichée en vue de dessus, mais explore également plusieurs donjons labyrinthiques souterrains. Le royaume d'Hyrule est habité par de nombreux monstres que Link doit combattre, et recèle de nombreux secrets et énigmes à résoudre, ce qui permet à Link de découvrir des objets utiles à son avancement dans la quête ou des armes améliorant ses capacités. L'exploration et la découverte de secrets sont le cœur de l'expérience de jeu.
A Link to the Past est développé par Nintendo, notamment Shigeru Miyamoto, Takashi Tezuka, Kensuke Tanabe, Yoshiaki Koizumi, et Koji Kondo, qui réalise la bande son. L'équipe, réduite au départ jusqu'à la sortie de Super Mario World, bénéficie des capacités de la Super Nintendo, bien supérieures à celle de la NES, qui lui permet de développer un univers plus grand, plus beau et plus précis, mais moins ouvert. L'équipe décide de revenir à la vue de dessus adoptée dans le premier opus et opte pour un univers double, sombre et lumineux, quasiment identique. Les capacités de Link sont considérablement améliorées : par exemple, il peut se diriger en diagonale ou dispose de nombreuses attaques à l'épée ainsi qu'une attaque secondaire. L'accent est mis sur la progressivité entre le scénario et l'obtention d'armes de plus en plus puissantes. La sortie du jeu, prévue pour coïncider avec celle de la console Super Nintendo, est finalement reportée d'un an.
Lors de sa sortie, A Link to the Past est acclamé par la presse spécialisée et obtient de très hautes notes. Tous les observateurs voient un jeu superbe avec un univers immense et une aventure « hors du commun », même si une petite partie des critiques relève un manque d'innovations pouvant gêner certains joueurs, mais aussi des graphismes efficaces mais restant assez simples. Le jeu est largement qualifié de « chef-d’œuvre » dès sa sortie et devient dès lors un classique du jeu vidéo, souvent considéré comme l'un des meilleurs jeux vidéo de tous les temps. De plus, plusieurs thèmes musicaux issus du jeu sont repris dans les suites de la série et deviennent également des classiques de la musique vidéoludique.
A Link to the Past est adapté au Japon de 1997 à 2000 dans deux versions sur Satellaview, le périphérique de la Super Famicom. Il est réédité sur Game Boy Advance en 2002, développé par Capcom, sous le titre The Legend of Zelda: A Link to the Past / Four Swords, et contient le jeu uniquement multijoueur intitulé The Legend of Zelda: Four Swords. Le jeu est par la suite commercialisé sur les consoles virtuelles de la Wii en 2007, de la Wii U en 2013 et celle de la New Nintendo 3DS en 2016. Le jeu est par la suite inclus dans la réédition de la console Super NES Mini fin 2017. En septembre 2019, A Link to the Past est réédité sur Nintendo Switch via le Nintendo Switch Online. Le jeu sert également d'inspiration pour The Legend of Zelda: A Link Between Worlds sur la console portable Nintendo 3DS, qui en reste considéré comme une suite. En outre, A Link to the Past est un jeu largement imité de près ou de loin par la concurrence. Le jeu possède une scène amateur qui crée des versions pirates modifiées du jeu ou qui s'adonne au speedrun.

## Trame

### Chronologie et placement dans la série
The Legend of Zelda: A Link to the Past est le troisième jeu de la série du même nom. Les évènements qui se déroulent dans le jeu prennent place avant ceux de Link's Awakening (sorti en 1993). Le jeu se situe chronologiquement au début de l'univers parallèle de la série où Link a été incapable de vaincre Ganon dans l'épisode Ocarina of Time,. Lors de sa sortie, A Link to the Past est une préquelle des deux premiers épisodes et se place donc avant les évènements se déroulant dans The Legend of Zelda. Le titre de la version occidentale est issu de cet élément.

### Univers
| 1. Château d'Hyrule 2. Bois perdus 3. Village Cocorico 4. Palais de l'est 5. Grands marais 6. Désert du mystère 7. Lac Hylia 8. Montagne de la mort | 1. Pyramide du pouvoir 2. Bois des squelettes 3. Village des hors-la-Loi 4. Dédale de l'est 5. Plaine des ruines 6. Marais des démons 7. Lac de glace 8. Montagne de la mort |

Les huit zones principales du Monde de la lumière (gauche) et du Monde des ténèbres (droite)
1. Château d'Hyrule
2. Bois perdus
3. Village Cocorico
4. Palais de l'est
5. Grands marais
6. Désert du mystère
7. Lac Hylia
8. Montagne de la mort
1. Pyramide du pouvoir
2. Bois des squelettes
3. Village des hors-la-Loi
4. Dédale de l'est
5. Plaine des ruines
6. Marais des démons
7. Lac de glace
8. Montagne de la mort

Abandonnant les zones désertiques des précédents opus, A Link to the Past se déroule dans un univers médiéval-fantastique habité, grouillant de vie, ce qui le rend plus crédible. La carte d'Hyrule comprend des forêts, des montagnes, des châteaux, sur lesquels parfois se lève le brouillard, tombe la pluie ou éclatent des orages. Elle compte un seul village central, appelé Cocorico,,. Les capacités de la console permettent à Nintendo de proposer des chutes de pierres dans la montagne, mais aussi de suggérer la densité du feuillage à travers lequel le soleil peine à percer. Chaque partie de la carte possède son identité visuelle propre.
A Link to the Past voit l'introduction du concept des deux univers parallèles dans lesquels le personnage peut se déplacer. Le premier, appelé Monde de la lumière, est le royaume verdoyant et luxuriant d'Hyrule, dans lequel Link et son oncle ont grandi. Le second est ce que fut le Royaume sacré appelé Terre d'Or, mais qui est devenu le Monde des ténèbres lorsque Ganon est entré en possession de la Triforce. Le Monde des ténèbres est une version altérée et négative d'Hyrule, dans laquelle l'eau est noire et d'une couleur gris-verte désagréable, l'herbe est morte, les crânes de mort remplacent les rochers, les arbres arborent des visages et des voleurs subtilisent des items au personnage. Il n'y a aucun humain dans le Monde des ténèbres. Les créatures du Monde des ténèbres changent de forme en fonction de leur nature : si Link ne possède pas la Perle de lune, il est transformé en lapin rose. Chaque lieu présent dans le Monde de la lumière a son pendant dans le Monde des ténèbres, avec une structure physique équivalente, mais comme les personnages, avec une nature différente (par exemple, le désert correspond à un marais, ou un village pacifique devient un village de voleurs délabré). Le Monde de la lumière comme le Monde des ténèbres comportent les huit mêmes zones principales.

### Personnages et ennemis
A Link to the Past reprend le concept des trois éléments-clés que sont Link, la princesse Zelda et Ganon. Link est le héros courageux luttant contre le mal incarné par Ganon (et Agahnim dans cet épisode), pour sauver la princesse Zelda. Le joueur incarne le rôle du héros, Link, un jeune garçon vivant avec son oncle au sud du château d'Hyrule,. Link n'est plus le jeune garçon brandissant son épée, mais un nouveau personnage, avec une histoire plus riche que dans les autres jeux de la série. Il est graphiquement moins déformé et plus réaliste que dans les deux premiers épisodes, malgré des cheveux roses,. Créé par Shigeru Miyamoto, le personnage ressemble au quidam moyen afin que tout joueur puisse facilement s'y identifier. L'équipe pense à un grand chapeau et de grandes oreilles, et s'oriente naturellement vers le dessin d'un elfe. De plus, les oreilles pointues, qui rappellent Peter Pan, poussent Miyamoto, qui apprécie l'univers Disney, et les développeurs, à s'en inspirer pour réaliser le personnage, et reprennent notamment la couleur verte de sa tenue,. La princesse Zelda, une descendante des sept sages dans cet opus, est retenue captive dans le donjon du château par Agahnim, un magicien perfide qui a mis en place une chaîne d'événements afin de libérer Ganon. Descendante des Hyliens, elle est envoyée dans le Monde des Ténèbres avec les autres filles des sept sages. Elle aide Link à avancer dans sa quête en lui envoyant des messages par télépathie, don qu'elle tient de ses ancêtres,,. Agahnim dirige les opérations depuis la tour du château d'Hyrule et sa magie empêche les simples attaques de l'atteindre. Il est le double de Ganon, envoyé depuis le Monde des ténèbres. Le doyen du village Sahasrahla, un descendant de ceux qui ont forgé l'épée Excalibur, guide Link dans sa quête par messages télépathiques. L'antagoniste de la série Ganon, quant à lui, reste confiné dans le Monde des ténèbres, d'autant plus que dans cet épisode, il n'est pas présenté comme l'ennemi principal du jeu, ce rôle revenant à Agahnim. Toutefois, le combat final met en scène Link et Ganon. Il est physiquement impressionnant, et fait presque deux fois la hauteur de Link. Il est représenté sous sa forme bestiale, un cochon anthropomorphe très imposant, et est armé d'un trident,,.
Link rencontre toute une série de monstres plus ou moins forts, ainsi que de nombreux boss répartis dans les donjons d'Hyrule,. Certains ennemis sont déjà apparus dans la série comme les Gibdos, des momies menaçantes, les Stalfos, des chevaliers squelettes ou les magiciens Sorce-robes (Wizzrobes). Dans le Monde des ténèbres, tous les soldats prennent la forme d'un cochon.

### Contexte

#### Création d'Hyrule, de la Triforce et les Hyliens

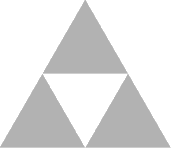
Les dieux légendaires d'Hyrule sont descendus pour créer Hyrule, la vie, et ont laissé un symbole de leur force, un triangle d'or connu sous le nom de Triforce.

D'après la légende, les Hyliens sont un peuple élu des dieux légendaires d'Hyrule et des parchemins, héritage de cette culture, témoignent de cette histoire. Ils relatent que les dieux mythiques, depuis une lointaine nébuleuse, sont descendus sur le monde, afin d'y créer l'ordre et la vie — des déesses sont parfois évoquées en lieu et place des dieux. Le dieu de la puissance a teint des montagnes en rouge grâce au feu et a donné naissance au pays d'Hyrule. Le dieu de la sagesse a créé la science et la sorcellerie, puis a mis en place la nature. Enfin, le dieu du courage a donné naissance aux formes vivantes (animaux rampants ou volants), grâce à la justice et la vitalité. En partant, les dieux ont laissé un symbole de leur force dans les bâtiments et édifices Hyliens, un triangle d'or connu sous le nom de Triforce, contenant une petite partie de leur essence et dont le rôle consiste à ordonner intelligemment la vie dans le monde d'Hyrule,.
La Triforce est dotée de la capacité d'accorder trois titres offrant de grands pouvoirs à ceux qui détiennent les trois triangles composant la Triforce : « le Forgeur de Force », « le Détenteur du Savoir », « le Juré du Courage ». Cachée par les dieux dans la Terre d'Or, la Triforce attire les personnes méritant ces titres,.
Les Hyliens sont dotés de pouvoirs surnaturels et capables de sorcellerie, mais la légende dit également que leurs oreilles leur permettent d'entendre les dieux ; les Hyliens vénèrent donc ces dieux. Les Hyliens se sont alors établis dans diverses parties du monde, puis ont transmis leurs savoirs comme leurs légendes, souvent altérés ou parfois en partie perdus,.

#### Ganon, la Guerre du Sceau, puis Agahnim
Nombreux sont ceux qui ont cherché à découvrir la Triforce, mais pas même les sages Hyliens ne savent où elle est cachée. Cette envie effrénée s'est finalement transformée en soif de pouvoir, uniquement motivée par la cupidité. Un jour, un gang de voleurs sachant utiliser la magie ouvre accidentellement la porte de la Terre d'Or. Ces voleurs sont menés par Ganon, plus connu sous le nom de Mandrag Ganon, ce qui signifie « Ganon des voleurs enchantés ». Ganon s'est livré à un long combat contre ses complices, puis a obtenu la Triforce, lui permettant d'exaucer tous ses vœux,.
Nul ne sait quel est le souhait qu'a demandé Ganon à la Triforce, mais à partir de ce moment-là, une force diabolique a commencé à se répandre sur la Terre d'Or. Des hommes avides y ont été attirés, auprès de Ganon. Des nuages noirs sont venus obscurcir le ciel en permanence, alors qu'en même temps de nombreux désastres se sont abattus sur Hyrule. À ce point, le roi d'Hyrule a demandé aux sept sages et aux chevaliers d'Hyrule de sceller la Terre d'Or afin d'empêcher toute entrée ou sortie,.
Le peuple d'Hyrule forge alors une épée, connue sous le nom d'Excalibur, résistant à la magie et capable même de repousser les pouvoirs accordés par la Triforce. Seule une personne alliant la force physique et la pureté du cœur est capable de maîtriser sa puissance,.
Alors que les sept sages cherchent quelqu'un capable de manier Excalibur, Ganon et son armée réussissent à quitter la Terre d'Or et attaquent le château d'Hyrule. Les sages et les chevaliers d'Hyrule se sont unis afin de les combattre. De nombreux Hyliens ont été tués, mais les sept sages ont de nouveau réussi à renvoyer Ganon dans la Terre d'Or, puis en ont à nouveau scellé l'entrée. Cette guerre est alors mentionnée dans les récits et racontée sous le nom de la « Guerre du Sceau »,.
Plusieurs siècles se sont écoulés et la Guerre du Sceau a été oubliée. Mais, la peste et la sécheresse se sont un jour abattues sur le pays d'Hyrule. Le roi et les sept sages ont alors pris la décision de vérifier le sceau, mais il est apparemment intact. Des récompenses ont été promises à ceux qui découvriraient l'origine de ces troubles, et c'est Agahnim, un étranger, qui arrive et réprime ces désastres grâce à une forme de magie inconnue. Le roi le promeut alors Chef conseiller et les Hyliens louent ses actions,.

### Scénario

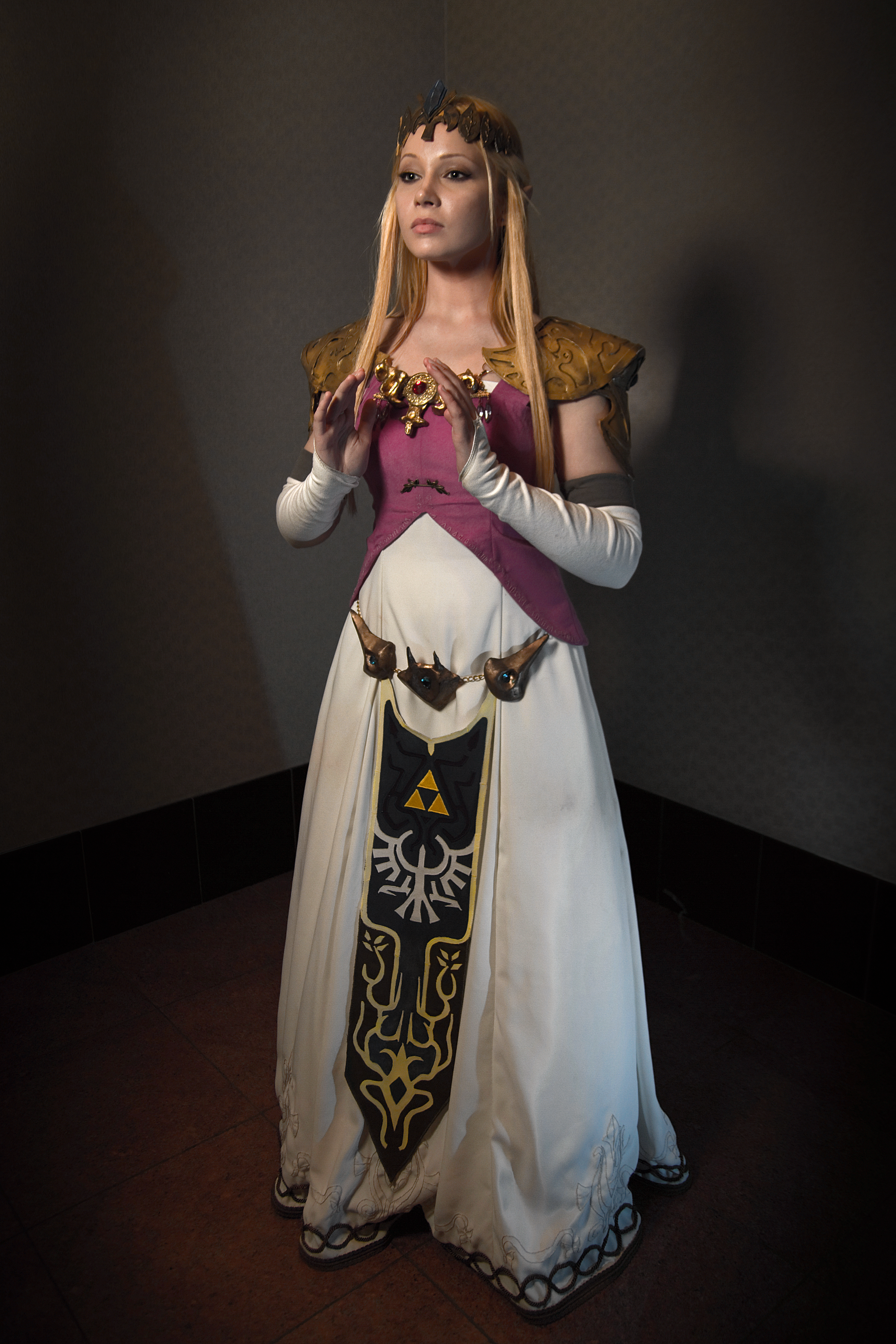
Link vole au secours de la princesse Zelda et des descendantes des autres sages (Cosplay de la Princesse Zelda).

Des rumeurs commencent à se répandre et le peuple d'Hyrule est terrorisé. Certains disent que le pays est désormais gouverné par la magie d'Agahnim et que d'étranges rites magiques auraient lieu dans la tour même du château d'Hyrule dès la tombée de la nuit,.
Le jeu commence lorsque, une nuit, un jeune garçon nommé Link est réveillé par un message télépathique envoyé par la princesse Zelda, lui disant qu'elle est enfermée dans le donjon du château d'Hyrule. Link suit alors son oncle, parti au château. Lorsqu'il arrive, Link le retrouve blessé, mais il lui donne son épée et son bouclier afin qu'il puisse sauver la princesse. Link s'introduit dans le château jusqu'aux geôles, libère la princesse, puis ils s'enfuient tous deux en empruntant un passage secret menant au Sanctuaire,.
Link apprend alors qu'Agahnim, le magicien qui a usurpé le trône du royaume d'Hyrule, a prévu de rompre le sceau magique mis en place plusieurs centaines d'années plus tôt par les sept sages pour empêcher Ganon de sortir du Monde des ténèbres. Agahnim prévoit de venir à bout du sceau en envoyant les descendantes des sept sages dans le Monde des ténèbres. La seule arme qui permet de vaincre Agahnim est l'épée Excalibur, mais Link doit auparavant prouver qu'il peut la brandir en obtenant les trois pendentifs magiques cachés dans différents donjons infestés de monstres combattants,.
Dès le début de son périple pour retrouver les pendentifs, il rencontre un ancien, Sahasrahla, qui devient son mentor durant toute l'aventure, lui offrant astuces et conseils aux moments-clés de l'intrigue. En possession des trois pendentifs, Link obtient l'épée sacrée et alors qu'il la prend en main, Zelda lui demande par télépathie de se rendre au Sanctuaire. Link apprend alors du gardien du Sanctuaire que la princesse a été emmenée au château d'Hyrule. Link arrive trop tard au château, Agahnim est déjà en train d'envoyer Zelda dans le Monde des ténèbres, mais il l'affronte dans un combat. Link réussit à vaincre Agahnim, mais celui-ci envoie le jeune héros dans le Monde des ténèbres,.
Pour sauver Hyrule, Link doit alors sauver les sept descendantes des sept sages, emprisonnées dans des cristaux qui sont disséminées dans les donjons du Monde des ténèbres. Les sept jeunes filles libérées utilisent leurs pouvoirs pour briser la barrière située autour de la Tour de Ganon, dans laquelle Link fait face à Agahnim et le vainc une seconde fois. Ganon s'élève alors de la dépouille d'Agahnim et s'envole sous la forme d'une chauve-souris puis s'enfuit. Link le poursuit jusque dans la pyramide du Pouvoir, gagne son combat contre lui et récupère la Triforce, ce qui lui permet de rétablir le Monde de la lumière et la Terre d'Or, tels qu'ils étaient avant l'arrivée de Ganon,.

## Système de jeu

### Généralités
The Legend of Zelda: A Link to the Past est un jeu d'action-aventure qui incorpore des éléments de jeu de rôle. Le joueur contrôle un personnage et le déplace sur une carte du monde en vue de dessus aux décors variés, similaire à celle du premier épisode de la série intitulé The Legend of Zelda. Le jeu abandonne l'affichage à défilement latéral introduit dans la série par Zelda II: The Adventure of Link, et délaisse également son système d'expérience de type RPG, ce qui rend Zelda III plus proche du premier opus,. Toutefois, A Link to the Past conserve une partie de ses concepts, comme le réservoir de magie, utilisé par exemple par la lampe,.
Le jeu propose des phases d'exploration et la découverte de nouveaux objets. À l'opposé du premier jeu de la série qui offre une liberté totale de mouvements, le joueur est constamment limité dans ses déplacements à cause de la physionomie de la carte. Les objets permettent de débloquer progressivement le passage et d'explorer de nouveaux endroits, permettant à leur tour de découvrir de nouveaux objets. L’obtention de ces objets renforce le personnage, le rendant plus fort en attaque comme en défense, mais lui permet aussi de franchir des difficultés précédemment impossibles, comme avancer dans la quête,. Lors de ses pérégrinations, le personnage est régulièrement confronté, dans la carte du monde et des donjons, à des personnages non-joueurs pouvant plus ou moins l'aider dans sa quête, ou à des ennemis l'obligeant à combattre avec des armes telles que l'épée, l'arc ou le boomerang,,. De leur côté, les ennemis abandonnent les systèmes de combat mis en place dans le deuxième épisode (notamment le système de hauteur d'attaque et de bouclier) pour reprendre les principes du premier opus.
A Link to the Past offre pour la première fois le concept des deux univers parallèles dans lesquels le personnage peut se déplacer, le Monde de la lumière et le Monde des ténèbres. Link peut se déplacer du Monde des ténèbres au Monde de la lumière à peu près à n'importe quel endroit grâce au miroir magique. Il peut faire le voyage inverse depuis le même endroit en utilisant un portail temporaire laissé à l'endroit où il réapparaît dans le Monde de la lumière. En outre, Link doit utiliser des raccourcis cachés pour passer du Monde de la lumière à celui des ténèbres. Les voyages entre ces deux dimensions permettent de créer des énigmes exploitant les différences de physionomie des deux mondes. Link peut donc atteindre des zones inaccessibles dans un monde en s'y rendant dans l'autre puis en repassant dans l'autre,. Le jeu est donc divisé en deux quêtes. Dans le Monde de la lumière, il doit obtenir les trois pendentifs du Courage, du Pouvoir et de la Sagesse, libérer Zelda et vaincre Agahnim. Dès lors, le Monde des ténèbres apparaît et une seconde quête démarre, ayant pour but de retrouver les sept cristaux et la libération des filles descendantes des sept sages.
Grâce à la technique du Mode 7, le joueur a la possibilité d'afficher durant le déroulement du jeu les cartes des deux mondes, ce qui facilite les déplacements et la recherche.

### Armes, objets, vie et amélioration du personnage
La maniabilité du personnage a été améliorée et Link peut dès lors réaliser de nombreuses actions. Il peut se déplacer en diagonale et courir (à l'aide de bottes spéciales) ou sauter en contrebas,,. Il peut parler avec les personnages non-joueurs, lire des plaques ou des inscriptions, soulever, jeter et déplacer des objets, en les tirant ou en les poussant,. Il peut désormais nager et se téléporter sur la carte grâce à des tourbillons d'eau et voler grâce à un oiseau, ce qui lui permet de se déplacer rapidement. L'attaque à l'épée a été améliorée et possède une portée plus large, facilitant le combat. Alors que l'arme touchait uniquement sur l'avant, elle fait maintenant mouche sur un arc de cercle, sur une plage plus large,. Le personnage peut maintenant effectuer l'attaque tournoyante (appelée technique du Tournoiement de l'épée dans le manuel du jeu), l'attaque éclair (à l'aide des bottes, Link fonce l'épée en avant) et l'attaque laser (comme dans les précédents jeux), un rayon qui atteint les ennemis lorsque Link possède toute sa vie,.
A Link to the Past intègre, en plus de la quête principale, une multitude de petites quêtes annexes et de secrets permettant d'obtenir des objets,. Par exemple, pour obtenir de la poudre magique, Link doit trouver un champignon, pour l'offrir à la vieille sorcière afin qu'elle prépare la mixture, ou Link doit obtenir un livre dans la bibliothèque, puis le lire devant une stèle afin de faire apparaître l'ouverture d'un donjon. Il existe deux types d'objets : ceux que le joueur peut sélectionner et utiliser quand il le désire, et ceux qui sont constamment actifs, comme les bottes de Pégase.
Link bénéficie d'un équipement permanent qu'il peut améliorer, grâce aux bottes de Pégase qui lui permettent de courir, grâce aux gants de puissance et aux moufles du titan qui permettent de déplacer des objets,. Les palmes de Zora offrent la possibilité de nager,. Le personnage peut être équipé de trois tuniques différentes, quatre épées et trois boucliers,. Il peut également obtenir la perle de Lune qui lui permet de ne pas se transformer en lapin rose dans le Monde des ténèbres,.
Le jeu reprend certains objets présents dans les précédents opus, comme la flûte (en réalité un ocarina), les bombes, l'arc, les flacons, le boomerang ou la lanterne (bougie dans le premier jeu de la série). Bien que le jeu reprenne les concepts et mécanismes de jeu de l'épisode original, A Link to the Past présente des nouveautés. Par exemple, les flèches deviennent des items à part entière. C'est également l'apparition d'Excalibur (aussi appelé « épée de Légende », ou « Master Sword » dans la série), du grappin, de la perle de Lune, du miroir, de la pelle, de la poudre magique, du filet à papillons, du marteau magique et de la cape magique,. Des objets magiques sont dorénavant disponibles, comme les baguettes de feu et de glace, les cannes de Somaria et de Byrna qui permettent respectivement de créer des blocs et une protection tournoyante autour de Link,. En outre, Link doit obtenir les médaillons magiques des flammes, de l'éther et des secousses,.
Link peut acquérir des objets dans des magasins grâce à des rubis qu'il peut découvrir dans des cachettes, des grottes ou laissés derrière eux par des monstres après leur mort. De la même manière, les ennemis laissent aussi de temps à autre des cœurs de vie et des fioles de magie, ce qui permet à Link de se régénérer. Le système de vie fonctionne comme dans les précédents opus. Les conteneurs de vie, représentés par des cœurs, sont désormais découpés en quarts de cœur (dont quatre forment un réceptacle de vie),. La plupart d'entre eux sont cachés ou doivent être obtenus dans les donjons. Pour récupérer de la vie, ou de la magie, le personnage peut également se procurer de la potion magique qui a pour effet de le revigorer et de remplir sa jauge de magie.
Les fées, bienfaitrices, permettent à la fois à Link de retrouver de la vie et d'acquérir certains items. Il existe deux types de fées, notamment les petites que Link peut parfois trouver dans les arbres, laissés derrière eux par des ennemis à leur mort, dans les buissons ou en groupe dans les fontaines. Le filet à papillon permet d'attraper ces petites fées. Les quatre bocaux peuvent contenir de la potion magique, des fées ou des abeilles, ce qui permet à Link de récupérer de la vie et, pour ces dernières, de faire fuir certains adversaires. Il existe également des grandes fées se trouvant dans des grottes et qui améliorent les capacités du personnage, mais le joueur ne peut les emporter. Link peut jeter ses objets dans les fontaines de ces fées, et parfois en obtenir de meilleures versions.

### Donjons
A Link to the Past compte une multitude de donjons dans lesquels Link doit trouver son chemin, résoudre des énigmes, trouver des items et vaincre les boss. Les donjons ne sont pas limités à un écran, et certaines salles bénéficient de scrolling multidirectionnel. Tous les donjons comptent plusieurs étages, ce qui oblige parfois le joueur à remonter ou redescendre des niveaux, ou même à tomber dans des trous au sol, seuls moyens d'atteindre certains étages inférieurs,. Des effets de défilement parallaxe sur le sol au niveau des trous permettent de représenter de la profondeur et des étages inférieurs, et ainsi créer des énigmes sur plusieurs niveaux. Les énigmes et les donjons sont beaucoup plus longs, difficiles et compliqués que ceux figurant dans le premier épisode de la série.
Comme à l'accoutumée, Link bénéficie dans les donjons du système de carte, de boussole, de clef et de grande clef à gagner ou à trouver, ce qui permet de l'aider dans son exploration,. A Link to the Past voit apparaître des interrupteurs de cristal bleus et oranges dans les donjons. Ils permettent, lorsque le joueur les frappe avec une arme à distance ou non, de baisser ou de lever des blocs au sol. Ces blocs forment des murets et limitent le personnage dans ses déplacements. Le joueur doit donc faire face à des choix pour les trouver ou les utiliser au bon moment.
En plus des ennemis de base, Link doit venir à bout d'un boss dans chacun des donjons labyrinthiques comportant de nombreuses énigmes, pièges ou secrets. Link doit les vaincre avec un item découvert dans le donjon en question, mais d'autres alternatives peuvent fonctionner.

## Développement

### Équipe et genèse
The Legend of Zelda: A Link to the Past est produit par Shigeru Miyamoto et réalisé par Takashi Tezuka. Le scénario du jeu est écrit par un nouvel arrivant dans la série, Kensuke Tanabe, tandis que Yoshiaki Koizumi est responsable de la trame de fond proposée dans le manuel de jeu. Ce dernier est également chargé de la réalisation artistique et de la mise en page du manuel. La bande son du jeu est réalisée par Koji Kondo. Jusqu'en 1990, l'équipe travaillant au développement du jeu est composée de très peu de personnes et travaille sur un brouillon grossier. Au fur et à mesure que le projet avance, l'équipe grossit et en fait un jeu vidéo. Durant les trois années du développement, l'équipe passe de longues heures à travailler. Miyamoto, qui déclare s’être impliqué totalement dans le projet, s'assure huit heures de sommeil par nuit, et veille à ce que l'équipe bénéficie elle aussi d'un bon sommeil, gage d’efficacité et de qualité de travail. Selon le Chicago Tribune, le développement a demandé 58 240 heures de programmation.

« Trois années [de développement] fatigantes. »

— Shigeru Miyamoto
En 1988, Nintendo commence le développement d'un nouveau The Legend of Zelda sur NES, mais un an plus tard, le projet change de plate-forme de jeux pour atterrir sur la nouvelle console Nintendo en développement, la Super Nintendo. Le grand succès des titres précédents de la série permet à l'entreprise nippone d'investir un budget important et de nombreuses ressources sur une période de développement importante. Sur un autre plan, A Link to the Past est le premier jeu de la série Zelda auquel les journalistes s'intéressent et attendent, ceci avant même la sortie de la nouvelle console Nintendo sur laquelle il va fonctionner (comportement commun par la suite).
Nintendo lance et développe conjointement les suites de Super Mario Bros. 3 et Zelda II: The Adventure of Link. La création d'A Link to the Past est plus compliquée que celle de Super Mario World. Les jeux Mario sont très similaires, alors qu'il existe de grandes différences entre The Legend of Zelda et The Adventure of Link. Nintendo EAD a donc d'importantes décisions à prendre eu égard à la création de cette suite.

### Choix et concepts
Nintendo identifie deux caractéristiques essentielles que doivent avoir les jeux de sa console Super Nintendo. Ils doivent apporter des nouveautés permettant de démontrer les capacités techniques du nouveau support et offrir un peu plus de ce qui a fait le succès de la NES. Lorsqu'une entreprise amène des innovations au jeu d'une série, il est rare qu'elle fasse machine arrière et retire ces avancées. Indépendamment du fait que Zelda II soit largement reconnu au fil du temps comme l'épisode le moins bon de la série, Nintendo doit apporter beaucoup de choses et d'améliorations pour revenir à la vue classique de dessus. Miyamoto réfléchit beaucoup pour trouver des idées novatrices qui apporteront du plaisir de jeu au joueur, car si les concepts mis en place dans les premiers épisodes sont novateurs, ils sont depuis largement repris par la concurrence. Toutefois, Miyamoto ne veut pas tout chambouler sur l'autel de la nouveauté.
La première intention de Miyamoto est d'inclure dans Zelda III tout ce qu'il n'a pas été possible d'inclure dans les deux premiers jeux. En effet, il juge ces derniers incomplets sur certains aspects, car leurs développements ont été limités par les capacités techniques de la console NES. Il veut donner un aspect plus réaliste au gameplay. Par exemple dans les premiers jeux, il est possible de brûler les buissons, mais pas les arbres. Au début du développement, l'équipe envisage un monde plus ouvert que dans la version finale. Miyamoto veut que le joueur puisse se perdre dans le monde et joue au jeu pendant une année pour le finir. Cependant, créer un jeu de ce type engendre des problèmes de cohérence entre le scénario et les relations avec les personnages non-joueurs. De plus, un tel jeu aurait nécessité 150 % d'espace de stockage supplémentaire. À ce sujet, Miyamoto évoque quarante heures de jeu pour terminer le jeu complètement. Dans un article accordé à Famitsu en 1992, Miyamoto exprime ses regrets concernant l'ambiance heroic fantasy du jeu. Si cet univers était peu répandu à l'époque de The Legend of Zelda, il est devenu assez commun durant le développement. Les deux premiers épisodes ayant bénéficié d'un très grand succès, Miyamoto ne peut donc changer d'univers, ce qui l'attriste, étant toujours avide de nouvelles expériences. Il veut au départ créer un jeu se jouant en équipe, avec une protagoniste (un elfe combattant), un magicien et une fille. Mais ce concept est rapidement écarté. De nombreux titres sont évoqués comme Ganon's Revenge ou Super Famicom: Legend of Zelda. Nintendo veut au départ utiliser le sous-titre japonais du premier jeu, Hyrule Fantasy, pour désigner la franchise, mais le succès du premier opus en occident pousse la firme nipponne à conserver Legend of Zelda. L'équipe offre la possibilité au personnage de vaincre les boss avec un des derniers objets trouvés plutôt que seulement avec l'épée, car certains joueurs voient plus dans ce jeu l'aspect jeu de rôle que le côté action-aventure. De la même manière, les créateurs laissent toujours une deuxième solution au joueur : si le joueur est bloqué, il peut systématiquement emprunter un autre chemin, même sans la totalité des items. Miyamoto révèle qu'il est possible de reconnaître un mur possédant un passage secret que le joueur peut découvrir à l'aide d'une bombe. Un coup d'épée sur un mur solide crée un tintement alors qu'un mur fragile crée un son creux. Miyamoto préfère opposer le temps de recherche nécessaire à trouver ces passages et le plaisir de jeu que cela procure, et choisit de mettre une fissure apparente sur les murs fragiles.

### Capacités de la Super Nintendo
Les deux premiers jeux de la série Zelda tirent le maximum des capacités de la console NES. Toutefois, la Super Nintendo permet à l'équipe d'ajouter beaucoup plus d'éléments au gameplay.
Les capacités importantes de la Super Nintendo ouvrent un vaste champ de possibilités. Jusque-là, les consoles Nintendo permettent seulement d'afficher des dessins en quatre couleurs pixel, alors que la nouvelle plate-forme peut afficher de 16 à 256 couleurs. Les graphismes sont améliorés par de nombreux détails. Par exemple, Link expulse des gouttes de sueur quand il peine à soulever un objet ou arbore un rictus sur le visage lorsqu'il se fait électrocuter. La Super Nintendo permet aussi de jouer un son en haute qualité et les bruitages comme les musiques progressent aussi. Le moindre petit élément a été amélioré et c'est finalement tout l'univers du jeu qui est amélioré, grâce aux capacités de la console Super Nintendo.
Nintendo impose toujours à ses concepteurs de créer des jeux reflétant les capacités de leurs consoles, mais cette tâche n'est pas toujours évidente à réaliser. Par exemple, Kensuke Tanabe raconte que pour lui, ayant étudié les effets visuels à l'université, être capable d'afficher deux animations en même temps tout en les déplaçant séparément fut un défi de taille. Pendant le développement, Tanabe évoque la possibilité d'utiliser de multiples couches de fond. A Link to the Past en utilise trois, une pour afficher le niveau, une pour les effets spéciaux et une autre pour l'interface. Cette technique permet par exemple de réaliser la scène sous la pluie au début de l'aventure, quand les rayons de soleil traversent les arbres de la forêt. C'est un effet pour lequel Tanabe est admiratif. Sur une proposition de l'équipe d'ingénierie, cette technique est également utilisée pour permettre au joueur de se rendre compte à quel étage il est en l'appliquant sur le sol.
Bien que le matériel soit nouveau, les problèmes techniques sont rares. L'équipe sait parfaitement ce que la console est capable de faire et n'a donc pas la surprise de réalisations problématiques. L’équipe a cependant longtemps combattu avec un élément, la taille de stockage de la mémoire, qui a beaucoup obligé les développeurs à travailler sur ce point. Avant A Link to the Past, tous les développeurs first-party utilisent des ROM d'une taille minime d'uniquement 4 Mbit (512 kB) d'espace de stockage. Toutefois, A Link to the Past dépasse ces limites, atteignant 8 Mbit (soit 1 MB), ce qui permet à l'équipe de créer un univers immense à explorer. Une méthode simple de compression de données, utilisée sur Super Mario World, est appliquée au jeu, ce qui offre un gain d'espace en limitant de nombreux éléments graphiques à huit couleurs, plutôt qu'aux seize que permet la console. La duplication des données est également optimisée (par exemple au niveau des deux mondes principalement similaires) afin de réduire l'espace nécessaire et permet au jeu de tenir sur la cartouche. La traduction depuis le japonais est également un aspect qui a contribué à repousser les limites des capacités de stockage. Dans son interview pour Famitsu de 1992, Miyamoto explique qu'au départ, une cartouche de plus grande capacité devait être utilisée pour les versions traduites. Elle aurait permis d'apporter quelques améliorations aux versions occidentales. Cependant, la méthode de compression a rendu inutile l'usage d'une cartouche de plus grande capacité.
De son côté, Koji Kondo, qui s'occupe de la partie musicale, est beaucoup trop ambitieux. Il compose pour un mégabit de musiques, ce qui représente un huitième de la capacité de la cartouche. Cependant, la méthode de compression permet d'intégrer toutes les créations.

### Capacités de Link
Dans une interview accordée à Famitsu en 1992, Shigeru Miyamoto précise que les améliorations apportées, comme les déplacements en diagonale, l'arc ou les nouvelles capacités à l'épée, engendrent d'autres modifications. Initialement, l'ajout de la possibilité de se déplacer en diagonale laisse penser à l’équipe qu'attaquer en diagonale est logique, mais la maniabilité de Link devient vraiment médiocre. L'équipe décide donc de laisser au personnage la possibilité de se déplacer dans huit directions, mais il ne peut faire face et tirer que dans quatre directions. Sans se décourager, l'équipe continue à réfléchir et finit par rajouter une attaque multidirectionnelle qui peut être lancée en charge (en appuyant quelques secondes sur le bouton d'attaque, puis en le relâchant). Cette technique revient dans de nombreuses suites de la série pour devenir un élément-clé des mouvements de Link. De plus, la manière dont l'attaque simple à l'épée touche en arc de cercle est logique. Puisque Link peut se déplacer en diagonale, cette technique lui permet ainsi frapper dans cette direction.
Takashi Tezuka relate qu'au début de la phase de développement, l'équipe veut que le joueur puisse choisir n'importe quelle arme, et pas uniquement le bouclier et l'épée. Cependant, elle veut aussi que le joueur puisse équiper deux armes et qu'elles se combinent. Par exemple, si l'arc est choisi et que les bombes sont également sélectionnées sur l'autre bouton action, la flèche décochée en appuyant sur les deux boutons aurait porté une bombe et créé une explosion. Ce système n'est finalement pas implémenté, car Miyamoto impose que Link soit équipé en permanence de son épée. D'autre part, Tezuka rappelle que ce mécanisme de gameplay sera finalement inclus dans The Legend of Zelda: Link's Awakening.
La configuration des boutons n'a pas été évidente à réaliser car le joueur peut effectuer toute une variété d'actions, mais l'équipe a pu trouver les solutions en utilisant la méthode essai-erreur.
Les concepteurs envisagent à un moment donné d'inclure au gameplay la possibilité pour Link de manger et de danser, mais ces idées sont finalement écartées de la version finale du jeu. De nombreuses autres idées ne sont pas incluses dans le jeu, comme la possibilité de mettre le feu à l'herbe, de creuser un trou dans les marais pour créer une digue, puis la faire exploser. Miyamoto précise dans une interview de 1992 que finalement les options non retenues sont quand même les moins bonnes.

### Retard de production et complications
Dès 1989, lors de la première présentation de sa Super Nintendo, Nintendo prévoit que Super Mario World et A Link to the Past sortent en tant que titres de lancement de sa console. Mario sort bien en même temps que la console Super Nintendo, mais la publication de Zelda, déjà repoussée à mars 1991, est impossible. Les équipes libérées par la sortie de Mario aident à rajouter des ennemis, un scénario, et de nombreuses autres choses. Dans une interview incluse dans le guide officiel de Super Mario World, Miyamoto dévoile que le nouveau Zelda sera prêt pour la journée de l'enfance fêtée le 5 mai 1991 au Japon, anticipant une sortie et le début d'exploitation pour l'été. Cependant, la mise en place de ces éléments prend environ huit mois, ce qui repousse la sortie jusqu’en hiver. A Link to the Past parait finalement à l'occasion du premier anniversaire de la sortie de la console, le 21 novembre 1991, date emblématique des sorties chez Nintendo.
L'une des principales raisons du retard d'A Link to the Past réside dans toute l'attention qui est apportée à la conception de la trame scénaristique.
Pour Miyamoto, le développement s'est déroulé sans remous. Pour les développeurs, ce n'est pas aussi simple. Les deux mondes parallèles et les donjons subissent de nombreux et réguliers changements ou des mouvements du personnage sont ajoutés en plein milieu du projet, de telle sorte que les programmeurs ont l'impression de réaliser deux jeux différents. L'équipe imagine beaucoup de concepts et n'intègre que ce qui peut être relié aux éléments déjà intégrés en trouvant le bon équilibre. Parfois les créatifs sont en retard et les développeurs attendent du travail, parfois c'est le contraire. Chaque élément infime fait l'objet d'une attention ultime.

### Scénario
Un soin particulier est apporté à lier le gameplay à la narration. L'aventure est donc scriptée. Le scénario est également développé, beaucoup plus que dans les précédents épisodes, le peuple d'Hyrule se voit créer des légendes. L'aventure est cependant plus linéaire, car une seule suite logique des évènements peut amener à la fin. L'équipe a cherché à faire de A Link to the Past un jeu le plus simple possible. Miyamoto explique en 1992 que ce choix, répété dans la quasi-totalité des suites de la franchise, est pris car le grand public n'est pas réellement prêt à surmonter un jeu moins linéaire. Il précise que si cela avait été le cas, l'équipe aurait drastiquement augmenté la difficulté du jeu. Pour répondre à l'attente des fans occidentaux de la série, Link arbore un design plus mature, en comparaison avec les deux précédents épisodes. Le changement de ton est significatif. Arborant des graphismes plus « cartoonesques », l'ambiance se fait plus légère et plus détendue que dans les autres épisodes. Cela favorise les premières apparitions de petites touches d'humour dans la série.
Dès le début du jeu, les événements sont racontés avec plus de détails et avec plus de dramaturgie que dans les jeux précédents. De plus, l'acquisition des items est plus étroitement liée à la progression de l'intrigue. Un exemple réside dans la scène d'ouverture du jeu, dans laquelle le joueur se met dans la peau d'un jeune inconnu devant suivre la voix de la princesse Zelda, un jour gris et pluvieux, et qui ne sait rien de ce qui va arriver. Tanabe explique que les concepteurs ont voulu donner au joueur un sentiment d’excitation et qu'il s'interroge sur ce qu'il va se produire après. Cette ouverture, où le protagoniste rencontre si tôt la princesse Zelda, a effrayé certains joueurs qui ont cru que la fin du jeu allait arriver à ce moment-là.
Lorsqu'il écrit le scénario présenté dans le manuel, Koizumi a la responsabilité d'amener lui-même des éléments, tant le reste de l'équipe n'a pas idée de ce qu'il faut pour le jeu.

### Progressivité dugameplayet du scénario

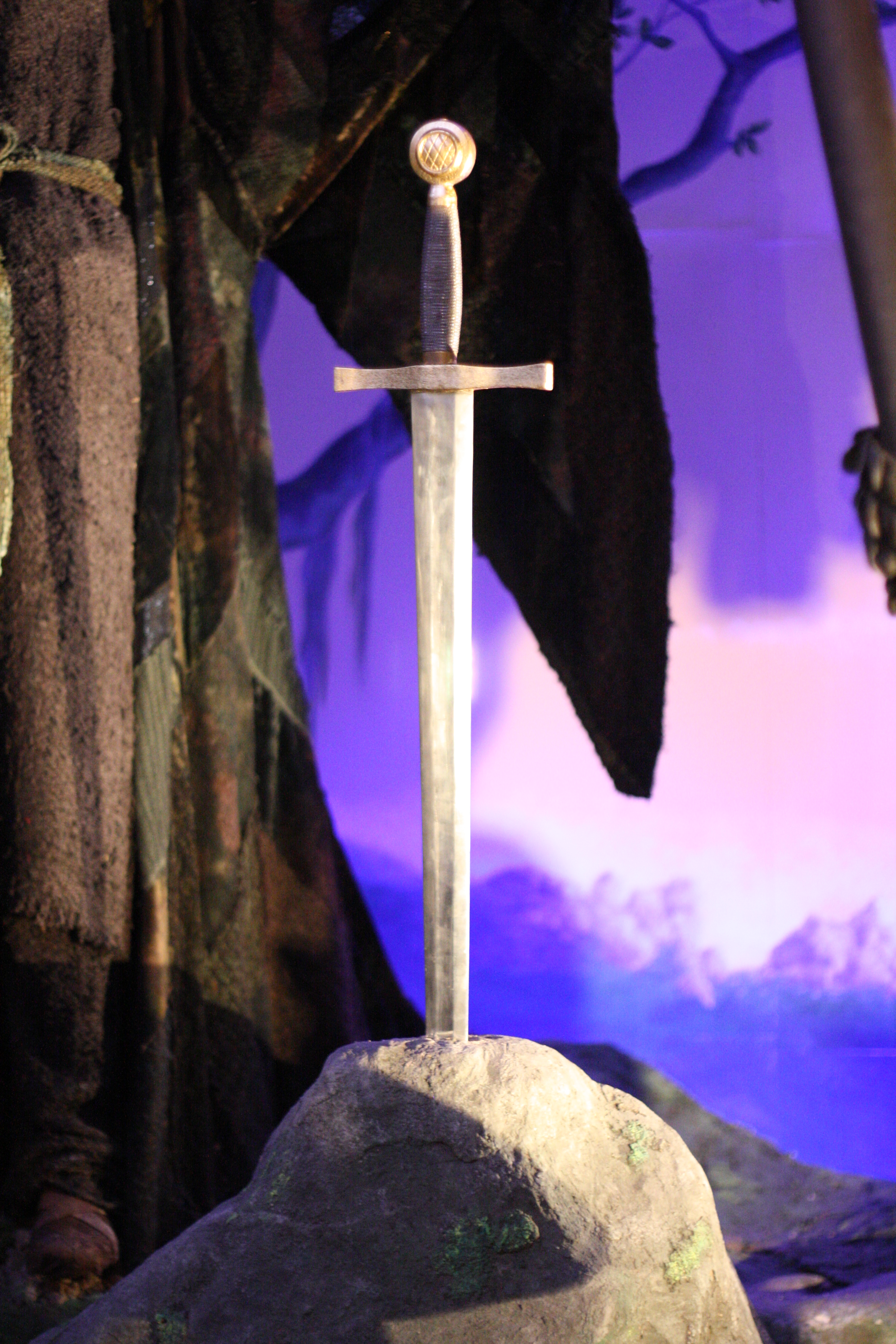
La scène où Link récupère son épée est fortement imprégnée de la légende d'Excalibur, l'épée magique du roi Arthur dans la légende arthurienne de la matière de Bretagne rédigée au Moyen Âge (représentation d'Excalibur fichée dans son rocher. Musée du cinéma de Londres).

La manière dont Link aborde l'héroïsme est plus progressive que dans les précédents jeux, dans lesquels le joueur est immédiatement mis en rapport avec cette qualité au combat, brandissant son épée fraîchement obtenue. L'équipe veut que le personnage devienne un héros lorsqu'il brandit l'épée légendaire. Elle réalise donc un certain nombre d'ajustements au niveau des placements et de l'ordre d'obtention des armes, afin d'apporter la sensation d'une certaine fluidité, quel que soit le niveau du joueur ou sa manière de jouer. Link obtient donc plusieurs objets avec lesquels il peut s'aguerrir progressivement, avant de devenir le héros du jeu. Les concepteurs considèrent que commencer le jeu en tant que simple quidam, et offrir une expérience progressive au joueur comme au héros, va provoquer une relation émotive et un attachement entre eux.
Dès le début du projet, Tanabe a une idée qu'il juge « mémorable » pour mettre en scène le moment crucial où le héros obtient l'épée de légende, qui se transmet de génération en génération. L'importance mythologique de l'épée dans cet épisode et dans la série réside, selon Tezuka, sur le fait que l'équipe a décidé qu'elle puisse repousser le mal, seule et dès le départ. Le nom donné à l'épée, Excalibur, est spécifique à la version française du jeu, mais selon les auteurs du livre entièrement consacré à la saga The Legend of Zelda intitulé Zelda: Chronique d'une saga légendaire, les concepteurs se sont avec évidence inspirés du mythe d'Excalibur pour forger celui du jeu, une épée légendaire aux pouvoirs magiques coincée dans un socle, que seul un héros valeureux peut retirer.

### Mondes parallèles
L'obtention de l'épée n'est pas seulement symbolique, elle marque le début des combats réels pour le héros. Au lieu d'en faire un moment triomphal, l'équipe veut en faire un moment-clé de l'intrigue, qui introduit le concept de l'univers double. Dès le début du projet, l'idée est de faire de Link un héros et de lui faire vaincre un premier boss, uniquement dans le Monde de la lumière. C'est alors le point de départ de la lutte contre son véritable ennemi, Ganon, et de l'aventure dans le Monde des ténèbres.
La structure finale du jeu est imposée par le choix du concept. Les créateurs essayent d'introduire dans le jeu un système contenant une multitude de mondes, avec un monde central dans lequel les événements s'y déroulant auraient eu des effets sur les mondes parallèles. Une version avec trois mondes parallèles est également envisagée, mais Toshihiko Nakago, un des programmeurs, prévient dès le début du développement que les capacités de stockage de la cartouche ne le permettraient pas (Nakago est le président de SRD, une entreprise de développement japonaise créée en 1979, dont la maison mère est à Osaka, mais les bureaux se situent dans locaux de Nintendo à Kyoto). Cependant, l'équipe estime finalement que le concept des deux mondes, « monde sombre » et « monde lumineux », est plus simple aussi bien pour les concepteurs que pour les joueurs et c'est dans ce cadre-là qu'ils considèrent que le meilleur moyen de représenter ces deux mondes est la vue de dessus originellement utilisée dans The Legend of Zelda.
Le royaume d'Hyrule connait un fort développement. Le monde est plus vaste, chaque région est peuplée de manière endémique et chaque grotte, forêt ou lac gagne en qualité de modélisation. Hyrule se voit doté de son design définitif, « ou plutôt celui ancré dans le cœur des fans ».

### Traduction
La traduction du jeu en anglais comporte des changements par rapport à l'original en japonais. Le changement le plus important est le retrait des références religieuses conformément à la politique de contenu de Nintendo of America. La modification la plus visible est le changement de sous-titre afin de supprimer la mention gods (« dieux »), renommé de Kamigami no Triforce (« La Triforce des Dieux ») en A Link to the Past. Le Sanctuaire est inspiré d'une chapelle chrétienne avec un autel et un chancel surélevés, avec des vitraux et des rangées de bancs, mais il ne contient pas de symbole religieux ; les dialogues des personnages s'y tenant ont été simplifiés afin de supprimer toute référence religieuse. La police de caractère utilisée pour représenter le langage Hylien dans la version originale comprenait les dessins d'un vautour et d'un ânkh. Fondés sur l'écriture hiéroglyphique égyptienne, ils avaient un aspect religieux et ont donc été retirés,.
La traduction du jeu et de la notice est réalisée de l'anglais au français, par des joueurs chevronnés, notamment des membres de SOS Nintendo, comme Yoda, en collaboration avec Sylvia Bromstein et Takeshi Yakusawa de Bandai France. Les auteurs ont cherché à rester fidèles à l'esprit du texte original.

## Bande-son

Logo de la bande originale, intitulée Kamigami no Triforce: Sound and Drama

La bande-son du jeu est réalisée par Koji Kondo. Les capacités de la Super Nintendo, notamment grâce au circuit intégré Sony SPC700, qui permet de jouer jusqu'à seize voix polyphoniques contre seulement cinq pour la NES, dans une qualité bien supérieure, offrent la possibilité à Kondo d'enrichir son style et son approche, à la fois mélodique et orchestrale. Il s'inspire d'un éventail de styles différents. Par exemple, certains lieux traversés par Link disposent de musiques possédant des petites touches européennes. L'espace de stockage est aussi un élément qui permet à Kondo de faire évoluer ses musiques. Quasiment tous les lieux et les personnages se voient dotés d'un thème musical propre. L'ensemble de la bande-son est très dynamique, avec des compositions entraînantes dominées par les cuivres, ou inquiétantes avec des cordes fébriles. La musique reflète parfaitement la féerie et l'aventure et contribue à l'immersion par sa dimension narrative. Comme dans le premier jeu de la série, Kondo crée des musiques d'une grande ampleur, laissant au thème le temps de s'installer. Les thèmes sont jalonnés de ruptures, de variations et d’harmonies travaillées. Le thème principal de The Legend of Zelda, Hyrule Overture, est repris dans A Link to the Past.
Une bande originale est éditée par Sony Records le 22 juin 1994 au Japon sous le titre Kamigami no Triforce: Sound & Drama. C'est un double-album regroupant toute la bande-son d'A Link to the Past, celle de The Legend of Zelda, ainsi que sur le deuxième CD, les arrangements des principaux thèmes,.

## Commercialisation et versions
The Legend of Zelda: A Link to the Past est commercialisé quatre ans après son prédécesseur et un an après la sortie de la Super Nintendo. Le jeu est publié sur Super Nintendo d'abord au Japon sous le titre ゼルダの伝説 神々のトライフォース (Zeruda no densetsu: Kamigami no triforce) le 21 novembre 1991, aux États-Unis le 13 avril 1992 et en Europe le 24 septembre 1992. Le jeu est réédité dans la collection Player's Choice aux États-Unis au printemps 1997,. Une version de la cartouche américaine NTSC est traduite en français et commercialisée uniquement au Canada.
Le jeu sort tardivement sur Game Boy Advance le 2 décembre 2002 aux États-Unis, le 14 mars 2003 au Japon et le 28 mars 2003 en Europe. À cette occasion, le jeu, intitulé The Legend of Zelda: A Link to the Past / Four Swords, inclut un deuxième jeu intitulé The Legend of Zelda: Four Swords. A Link to the Past est par la suite réédité sur les consoles virtuelles de la Wii fin 2006 et début 2007, sur celle de la Wii U fin 2013 et début 2014, puis au printemps 2016 sur celle de la New Nintendo 3DS. En septembre 2019, A Link to the Past est réédité sur Nintendo Switch via le Nintendo Switch Online.
D'autre part, A Link to the Past est adapté de 1997 à 2000 au Japon sur Satellaview, le périphérique de la Super Nintendo, dans deux versions sous les titres BS Zelda no Densetsu: Inishie no Sekiban (BSゼルダの伝説 古代の石盤) et Zelda no Densetsu: Kamagami no Triforce (ゼルダの伝説 神々のトライフォース).

## Accueil

### Attente
Avant sa sortie, A Link to the Past est très attendu. Les critiques n'hésitent pas à tester la version originale en japonais, précédant de plusieurs mois la sortie des traductions en occident et y voient déjà un jeu d'une grande qualité, ayant le potentiel d'un succès important. Le magazine américain GamePro présente le jeu comme l'un des « deux éléments incontournables dont ne peut se séparer une console Nintendo ». Electronic Gaming Monthly est soulagé et clame « [qu'il] est enfin là », en le décrivant comme « un jeu vraiment remarquable ». Le magazine français Player One le qualifie de « jeu exceptionnel ». L'enthousiasme est tel que Nintendo peut s'appuyer sur la presse spécialisée et ses déclarations avant même la sortie du jeu. Une publicité télévisée américaine reflète cette situation en déclarant « c'est un jeu qui est déjà une légende ».

### Version originale
The Legend of Zelda: A Link to the Past est acclamé par la presse spécialisée lors de sa sortie et obtient de très hautes notes. Il totalise une moyenne de notation de 92,87 % sur GameRankings (quinze tests).
Consoles + remarque la liberté laissée au joueur pour agir d'une manière « incroyablement réaliste » sur son environnement, par exemple en coupant la végétation ou saisissant des objets pour les lancer. Le magazine relève un monde d'Hyrule immense et varié, qui provoque une grande part d'exploration à effectuer. Super Play juge cette variété « stupéfiante ». Joystick signale une aventure riche et interminable. Super Power juge les énigmes complexes, dignes d'un jeu d'aventure. Nintendo Magazine System les trouve stimulantes et ingénieuses sans pour autant être absurdes. Joypad ressent une « maniabilité parfaite », qu'aucun autre jeu d'aventure-arcade n'a jusqu'alors égalé. Selon Mean Machines, le jeu excelle en termes de jouabilité. Pour le magazine Computer and Video Games, la réussite du jeu comme de ses prédécesseurs est l'accessibilité immédiate de l'aspect jeu d'action, ce que confirment Mean Machines et Super Play. GamePro relève la mise en place de quatre boutons au lieu de deux, ce qui améliore le gameplay. Les contrôles sont donc qualifiés de « simples et intuitifs » par Super Play. Micro News relève une durée de vie considérable. Super Play considère la possibilité de traverser la carte rapidement comme un avantage. Computer and Video Games juge la magie comme l’ingrédient le plus important du gameplay. Selon Player One, la traduction comme la notice sont soignées.
Joypad évoque de « beaux » graphismes. Consoles + estime qu'ils sont « splendides [et] précis » grâce à la palette de couleurs affichée par la console. D'après Player One, ils sont « somptueux [et les] couleurs brillent de mille feux, [avec] un extrême souci [...] jusque dans le moindre pixel ». Le journaliste précise qu'ils sont « particulièrement travaillés », créant divers ambiances, parfois sombres et lugubres ou avec lumières pénétrantes. Super Power considère les graphismes sans défauts. Toutefois, pour Electronic Gaming Monthly, les graphismes sont de la meilleure qualité possible, mais ne sont pas spectaculaires. Pour Computer and Video Games, ils sont simples mais très colorés avec une animation fluide. Pour Nintendo Magazine System, ils sont peut-être un peu trop colorés parfois. Mean Machines constate que les sprites sont petits et les arrière-plans simplistes, mais les graphismes remplissent leur office. C'est aussi l'analyse que partage Super Play. Joypad remarque quelques ralentissements.
Consoles + note que chaque élément du jeu possède son thème musical. Joystick relève cette variété, en précisant que la bande son est d'une qualité « rare ». Joypad juge les effets sonores « incomparables » et Nintendo Magazine System en remarque de nombreux apportant un aspect « immersif » au jeu. Selon Micro News, chaque thème musical correspond parfaitement à la situation, et est intégré dans un « ensemble musical fort ». Computer and Video Games qualifie quelques musiques orchestrales de « grandioses ». Pour Mean Machines certaines musiques peuvent parfois être répétitives.
Cependant pour Electronic Gaming Monthly, le jeu peut décevoir, comme Super Mario World, par son manque de nouveautés dans la mécanique générale du gameplay. Super Play rajoute que les très grands fans des deux premiers épisodes peuvent attendre beaucoup plus d'une suite. Super Power regrette la facilité des combats avec les boss. Pour GamePro, le seul aspect négatif est que si le joueur a déjà tué Ganon dans le premier opus, il sait comment le faire dans Zelda III. Super Play fait remarquer que cette accessibilité est destinée à attirer les joueurs n'ayant pas connu la période des deux premiers jeux. De plus, les graphismes sont parfois considérés comme simplistes, même s'ils remplissent bien leur rôle,,.
Selon Electronic Gaming Monthly, le jeu surpasse ses prédécesseurs sur tous les aspects et dans les moindres détails, et apporte tout ce que peut attendre un joueur d'une suite sur Super Nintendo. Pour Player One, Zelda III est « un produit top niveau », qui n'a rien à voir avec les jeux mal traduits ou même pas du tout, qui n'offrent qu'un manuel de jeu « épais comme une tranche de jambon ». Mean Machines qualifie le jeu de « superbe et addictif ». Super Play juge les graphismes du jeu et l'ensemble trop simplistes, mais comme Super Mario Kart, si l'ensemble ne parait pas extraordinaire au premier abord, c'est en réalité un jeu « que tout le monde aime ». Selon Player One, le jeu réussit le « pari fou de repousser les limites du jeu d'aventure et de faire d'une quête complexe un véritable dessin animé bourré d'action ». Joystick qualifie le jeu de « pure merveille », Consoles + de « chef-d’œuvre passionnant », et Electronic Gaming Monthly de « chef-d’œuvre brillant de Nintendo ». Super Power le qualifie de meilleur jeu d'aventure toutes consoles confondues, faisant partie des « chefs-d’œuvre d’anthologie ludique ». Nintendo Magazine System parle de « vraie aventure épique ». Mean Machines le décrit comme « un jeu immense, avec une profondeur immense, offrant des semaines de jeu intense et agréable ».

### Passage à la postérité
Dès sa sortie, A Link to the Past est jugé comme un classique du jeu vidéo, devenant rapidement un des jeux Super Famicom les plus populaires. Nintendo choisit de revenir au concept établi dans le premier opus intitulé The Legend of Zelda, et ceci « pour le plus grand plaisir des fans de la série ». Le jeu est reconnu par ses qualités et la richesse et profondeur de son gameplay, comme la suite quintessentielle,. Pour GamesRadar+, il est pavé de moments inoubliables du début jusqu'à la fin. Il a marqué les joueurs de l'époque pour ses qualités propres, mais marque aussi un passage réussi de la console NES vers une console de la génération 16 bits, la Super Nintendo. Le jeu n'est pas seulement un succès tant critique que commercial, mais témoigne d'une époque et continue à attirer les joueurs. En outre, il reste très ancré dans l'héritage de la série, au même titre que les jeux les plus appréciés. Plusieurs décennies après sa sortie, A Link to the Past reste « le meilleur jeu de la série » aux yeux de certains fans,. Pour eux, il est l'épisode fondateur de la série et aucune suite ne proposera mieux. Pour Romendil de Jeuxvideo.com, il demeure « sans doute le jeu le plus connu de la série, et donc le plus plébiscité par la majorité des joueurs ». Le jeu est à ce titre souvent considéré comme le meilleur jeu vidéo de tous les temps,,,,. Toutefois, le titre de meilleur jeu de la série est parfois attribué à The Legend of Zelda: Ocarina of Time selon les appréciations,.

### Versions dématérialisées
Sur Wii, l'émulation d'A Link to the Past est jugée bonne, à la bonne vitesse, avec des graphismes et un son identique par Jeff Gerstmann de GameSpot. Gerstmann évoque des graphismes qui tiennent encore la route lors de sa republication en 2007, grâce à un certain charme, qui ne s'est pas estompé. Pour NintendoLife, le jeu reste très actuel en 2007 et ne donne pas l'impression d'un jeu rétro. Pour Lucas M. Thomas d'IGN, le joueur voudra encore y jouer lors de sa ressortie en 2007 même s'il y a déjà joué en 1992. Le nombre important de boutons oblige le joueur à utiliser une manette GameCube ou la manette classique de la Wii. Gerstmann considère que cette dernière est plus adaptée, avis que partage Thomas. Cependant, ce dernier juge la manette GameCube plus destinée aux jeux Zelda plus récents,,. Sur Wii U, NintendoLife écrit que la réédition en 2013 possède des visuels d'une définition et d'une solidité qui rivalise même avec les jeux en 3D du moment.
NintendoLife juge qu'A Link to the Past « ne perd rien » lors de son portage sur New Nintendo 3DS, ceci malgré la petitesse de l'écran. Même si le jeu n'utilise qu'un seul écran, les événements sont faciles à suivre. Le jeu reste un classique à rejouer en 2016, de nombreuses années après sa sortie.

### Ventes
A Link to the Past se vend à 4,7 millions d'exemplaires dans le monde, se plaçant au troisième rang des ventes de jeux sur Super Nintendo, derrière Super Mario Kart (8 millions) et Street Fighter II (6 millions). Le jeu n’atteint pas les prouesses réalisées par The Legend of Zelda avec 6,5 millions de ventes, mais dépasse légèrement The Adventure of Link et ses 4,4 millions d'exemplaires arrachées.
Au Japon, le jeu se vend cependant à 1,16 million d'exemplaires, alors que ses deux prédécesseurs dans la série, The Legend of Zelda et The Adventure of Link se sont chacun écoulés à 1,16 million d'exemplaires. Sur l'archipel, A Link to the Past n'est que la 25e vente de jeux sur Super Famicom, mais malgré des résultats en deçà de ceux des précédents opus, un réel engouement eut lieu au Japon. Le jeu sort aux États-Unis six mois après la version japonaise, ce qui crée un vif intérêt chez les joueurs. Il s’écoule alors à 250 000 exemplaires durant les six premières d’exploitation, ce qui est le meilleur départ de vente de l'histoire pour un jeu Nintendo aux É.-U.. D’autre part, il reste dans le top cinq des ventes Nintendo aux États-Unis durant cinq ans sans interruption.

## Postérité

### Place dans la série et Influence
Si après A Link to the Past, la série prend le tournant des graphismes en trois dimensions, plusieurs suites en deux dimensions voient le jour sur les consoles portables Nintendo. Cependant aucune de ces réalisations n'obtiendront le budget dont A Link to the Past a bénéficié. A Link to the Past a établi de nombreux principes récurrents de la série The Legend of Zelda. Certains éléments de gameplay sont repris dans les suites et sont devenus des marqueurs de la série, notamment le grappin, l'attaque à l'épée (avec charge), ou l'Épée de légende, mais aussi le concept du monde parallèle, très fréquemment revisité dans les suites de la série. La carte est construite autour d'un seul village central, concept repris dans tous les épisodes de la série. C'est le premier jeu de la série qui propose un contexte permettant de comprendre le passé de Ganon, ce qui donne plus de profondeur à l'histoire d'Hyrule. Il reste le premier épisode de la série dans lequel les trois protagonistes principaux (Link, Zelda, Ganon) ne sont pas les mêmes que dans les précédents jeux, mais des ancêtres. De manière plus anecdotique, c'est aussi l'apparition des poules dans la série,.
De nombreux thèmes musicaux créés pour A Link to the Past sont repris dans d'autres jeux de la série, notamment le thème du château d'Hyrule, de la princesse Zelda, de la forêt, ou du village Cocorico. D'autre part, nombre de bruitages créés jusqu'à The Legend of Zelda: Ocarina of Time sont repris dans ces suites. Les musiques d'A Link to the Past, ainsi que plusieurs bandes son des suites marquantes de la série, sont réorchestrées et rejouées dans une série de concerts symphoniques intitulée The Legend of Zelda: Symphony of the Goddesses. Les représentations ont lieu régulièrement depuis 2012 aux États-Unis ou à travers le monde,,.
La série des jeux Zelda ne cesse de se renforcer au fil des années, grâce à de nombreuses préquelles et spin-off, quasi-exclusivement sortis sur les plates-formes de jeu Nintendo, aussi bien sur console de salon que sur portable. Le jeu suivant A Link to the Past est The Legend of Zelda: Link's Awakening, publié en 1993 sur Game Boy. Il conserve beaucoup de son ainé, dont le gameplay, la vue de dessus, ainsi que la carte du monde ressemblant fortement.
Si A Link to the Past établit de nombreux standards et reste un modèle pour la plupart de ses suites en deux dimensions dans la série, il influence fortement la concurrence, donnant naissance à un très grand nombre de jeux pouvant être considérés comme des clones ou bien simplement influencés, tels que The Adventures of Alundra, Adventure Time: The Secret of the Nameless Kingdom, La Légende de Thor, Ittle Dew, Soleil, Neutopia, Oceanhorn: Monster of the Uncharted Seas,,, etc.

### Distinctions
The Legend of Zelda: A Link to the Past est régulièrement cité depuis sa sortie dans les classements des meilleurs jeux établis par la presse spécialisée. En 2005, IGN le place dans son top 100 des meilleurs jeux de tous les temps. Electronic Gaming Monthly place le jeu au 3e rang de son top 100 des meilleurs jeux de tous les temps. Game Informer le place au 23e rang de son top 100 des meilleurs jeux de tous les temps, puis au 12e rang en 2009 dans son top 200. Nintendo Power le désigne 3e de son top 200 des meilleurs jeux Nintendo de tous les temps et 2e de son top 285 des meilleurs jeux de tous les temps. GamesRadar+ lui décerne la 3e place des meilleurs jeux Super Nintendo de tous les temps derrière Super Metroid et Chrono Trigger. Official Nintendo Magazine le désigne 8e de son top des 100 meilleurs jeux Nintendo de tous les temps. À l'occasion des vingt ans de la console Super Nintendo en 2012, IGN lui donne la première place des 100 meilleurs jeux Super Nintendo. Electronic Gaming Monthly lui décerne le titre de meilleure suite de 1992. En décembre 2018, Jeuxvideo.com le désigne deuxième meilleur jeu sur Super Nintendo dans son top 10.

### Adaptation

#### Jeu vidéo

##### Satellaview, périphérique de la Super Famicom

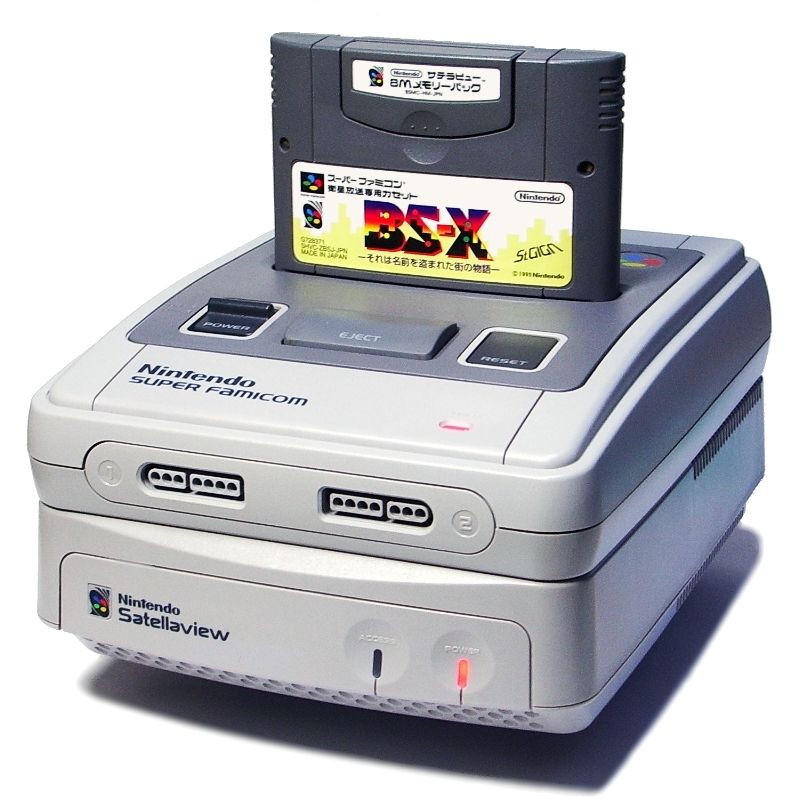
Le Satellaview permet d'accéder à la chaine satellite de St.GIGA et de télécharger le jeu durant une plage horaire limitée.

A Link to the Past connait deux adaptations sur Satellaview, le périphérique de la Super Famicom. Elles sont diffusées sur le réseau satellite de St.GIGA via le périphérique et jouable sur la console, dotée d'une cartouche spéciale,.
BS Zelda no Densetsu: Inishie no Sekiban (BSゼルダの伝説 古代の石盤, traduit BS The Legend of Zelda: Ancient Stone Tablets) est un jeu d'action-aventure dérivé de la série The Legend of Zelda, diffusé via le Satellaview, le périphérique satellite de la Super Famicom, à partir de mars 1997 jusqu'en mai 1999. Troisième jeu dans la série BS Zelda, c'est une adaptation du jeu A Link to the Past, qui fonctionne sur Super Famicom. Les événements se déroulant dans le jeu prennent place six ans après ceux d'A Link to the Past. Le jeu emprunte la carte du Monde de la lumière de son aîné, divisée en quatre morceaux diffusés sur le réseau satellite par St.GIGA en partenariat avec Nintendo. Ces épisodes peuvent être joués en live, durant l'heure de diffusion et intègre, comme leurs prédécesseurs du jeu BS Zelda no densetsu, le système SoundLink, qui consiste en la diffusion simultanée de la voix off d'un acteur durant le jeu, donnant des indices ou des informations sur l'intrigue. Le jeu est également complété d'une horloge affichant l'heure réelle. Le protagoniste principal du jeu n'est pas Link, mais l'avatar (féminin ou masculin) défini dans l'interface de sélection du Satellaview intitulé BS-X: Sore wa Namae o Nusumareta Machi no Monogatari. Chaque semaine, le joueur ne peut accéder qu'à une partie limitée de la carte du monde. Les zones recouvertes de nuages sont inaccessibles. Le joueur peut accéder à deux donjons par semaine, cependant le jeu s'arrête à la fin de la semaine de diffusion et même si les objectifs hebdomadaires sont remplis,,,,.
Zelda no Densetsu: Kamigami no Triforce (ゼルダの伝説 神々のトライフォース, traduit The Legend of Zelda: Triforce of the Gods) est un jeu d'action-aventure dérivé de la série The Legend of Zelda, diffusé via le Satellaview, le périphérique satellite de la Super Famicom, à partir de mars 1997 jusqu'en mai 2000. Quatrième jeu dans la série BS Zelda, c'est une adaptation très fidèle du jeu A Link to the Past, qui fonctionne sur Super Famicom. Cependant, le jeu ne comprend pas d'horloge, de système SoundLink, ni l'avatar de l'interface de sélection remplaçant Link et n'est pas divisé en épisodes. De plus, le jeu n'est pas limité à une heure, mais peut être joué à n'importe quel moment pendant la diffusion. Cependant, le jeu intègre un compteur à rebours qui mémorise et limite le nombre de parties à cinq. Mis à part la distribution digitale et le nombre de parties limité, les différences avec la version originale japonaise sont minimes,.

##### The Legend of Zelda: A Link to the Past / Four Swords
The Legend of Zelda: A Link to the Past / Four Swords est un jeu d'action-aventure de la série The Legend of Zelda, développé par Capcom sous la supervision de Nintendo, et édité par ce dernier en 2002 et 2003 sur Game Boy Advance. C'est le portage d'A Link to the Past avec quelques légères retouches, réuni avec un jeu inédit jouable uniquement en multijoueur intitulé The Legend of Zelda: Four Swords. Le jeu original de 1992 ne comporte que très peu de modifications, notamment des effets sonores issus de The Legend of Zelda: Ocarina of Time et Majora's Mask. De son côté, Four Swords offre des interactions dans A Link to the Past et transférant les avancements de l'un à l'autre : par exemple, si le joueur obtient une technique de maniement de l'épée en multijoueur, il peut en bénéficier dans le jeu solo.  La physionomie des donjons, les énigmes et les objets sont générés en fonction du nombre de joueurs, permettant à chaque énigme proposée d'être résolue. Terminer Four Swords permet de débloquer un nouveau donjon dans A Link to the Past. L'intrigue de Four Swords met en scène le mage Vaati s'étant échappé de l’épée de Quatre dans laquelle il était enfermé, et qui capture la princesse Zelda dans le but de l'épouser. Link se sert alors de l’épée de Quatre pour créer trois copies de lui-même pour sauver la princesse, et piéger à nouveau Vaati dans l'épée. Lors de sa sortie, The Legend of Zelda: A Link to the Past / Four Swords reçoit un très bon accueil de la part des critiques et obtient de très bonnes notes,,,,,.
Pour célébrer le 25e anniversaire de la série The Legend of Zelda, Nintendo édite une version améliorée de Four Swords développée par Grezzo et intitulée The Legend of Zelda: Four Swords Anniversary Edition, qui possède notamment un nouveau mode solo. Le jeu est publié sur DSiWare en téléchargement gratuit sur Nintendo DSi et 3DS entre septembre 2011 et février 2012, puis sur 3DS et 2DS entre janvier et février 2014,,.

##### The Legend of Zelda: A Link Between Worlds

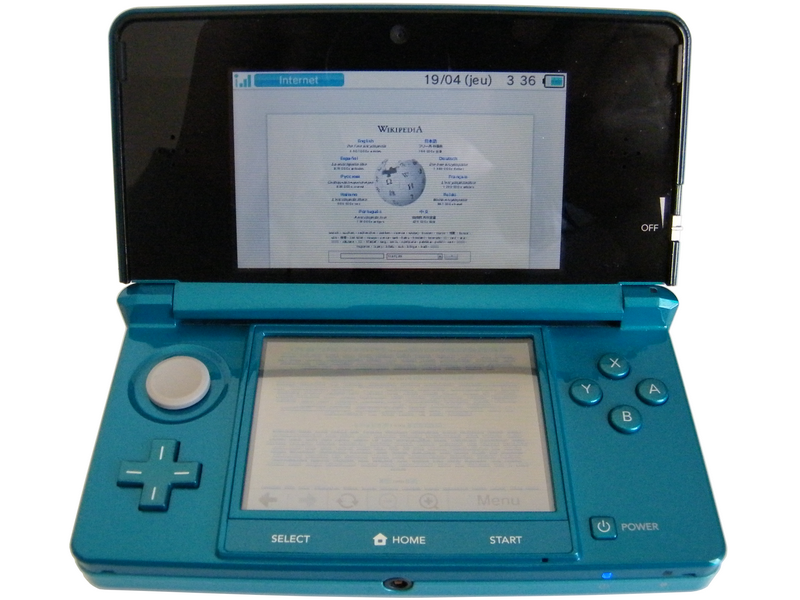
A Link Between Worlds, sorti sur Nintendo 3DS en 2013, est inspiré dA Link to the Past, et en est considéré comme une suite.

The Legend of Zelda: A Link Between Worlds est un jeu d'action-aventure de la série The Legend of Zelda développé et publié par Nintendo sur la console portable Nintendo 3DS en 2013. C'est un jeu amenant un mécanisme de gameplay inédit dans la série, inspiré d'A Link to the Past, qui en est considéré comme une suite spirituelle, tant il en conserve de grandes similitudes, notamment le même univers. Link doit ramener la paix dans le royaume d'Hyrule, alors qu'un sorcier malveillant nommé Yuga a capturé la princesse Zelda, puis l'a emmenée dans le monde de Lorule. Link obtient le pouvoir de se transformer en peinture sur les murs et ainsi de passer d'un monde à l'autre, ce qui lui permet de sauver Hyrule et ramener la paix sur le royaume. A Link Between Worlds est acclamé par les critiques de la presse spécialisée, et obtient de très hautes notes,,,,,,,. De plus, il reçoit plusieurs distinctions, comme le prix du meilleur jeu sur console portable lors du 14e Game Developers Choice Awards qui se déroule en 2013, et un D.I.C.E. Award du jeu de l'année sur console portable de la part de l'Academy of Interactive Arts and Sciences lors de la 17e cérémonie en 2014.

#### Manga
A Link to the Past est adapté plusieurs fois en manga. De janvier à décembre 1992, une adaptation réalisée par Shōtarō Ishinomori parait dans douze numéros du mensuel Nintendo Power. Cette adaptation est rééditée en livre de poche en 1993, puis tardivement en 2015. Un manga parait au Japon, réalisé par Ataru Cagiva, paru de 1995 à 1996 dans le magazine mensuel Monthly GFantasy, puis regroupé en trois volumes.
Plus tard en 2009, un volume est adapté de The Legend of Zelda: A Link to the Past / Four Swords par le duo Akira Himekawa. Ce manga est publié en France par la maison d'édition Soleil Productions (collection Soleil Manga).

### Salle Chris Houlihan
Avant la parution du jeu, le magazine Nintendo Power organise un concours permettant au gagnant d'être mentionné dans le jeu The Legend of Zelda qui va sortir. Dans A Link to the Past, une salle ressemblant à une grotte, accessible selon plusieurs méthodes, contient 45 rubis et une plaque murale comportant l’inscription My name is Chris Houlihan. This is my top secret room. Keep it between us, okay? (« Je m'appelle Chris Houlihan. C'est ma chambre ultrasecrète. Gardez le secret. »). Cette pièce est conçue par les développeurs pour pallier des problèmes de plantage, le jeu envoyant le joueur dans cette pièce si le programme ne peut pas déterminer la destination réelle du personnage. Cette salle n'est cependant pas très connue des joueurs, jusqu'à la démocratisation d'Internet et au développement des émulateurs de jeux vidéo. Dans The Legend of Zelda: A Link to the Past / Four Swords, la version Game Boy Advance du jeu, la salle n'est plus accessible, mais reste dans le code source du jeu, alors que les versions téléchargeables sur les consoles virtuelles de Nintendo proposent toujours la salle.
Cependant, la mention de Chris Houlihan n’est présente que dans les versions américaines du jeu.
Le site web GamesRadar+ inclut la salle Chris Houlihan dans sa liste des plus grands easter egg et des neuf secrets de jeu vidéo qui n'ont quasiment jamais été découverts,. Le site 1UP.com l'intègre dans sa liste des 25 choses inconnues sur The Legend of Zelda. Jeuxvideo.fr la place dans son top 10 des passages secrets dans le jeu vidéo. The Escapist, IGN, GameSpy, G4TV, et NintendoLife la référencent dans des articles traitant d'easter egg et de secrets de jeux vidéo,,,,.

### Communauté
A Link to the Past est très populaire auprès de la communauté de moddeurs, qui créent de nombreux fangames basés sur Zelda III, comme le hack intitulé The Legend of Zelda: Parallel Worlds,, The Legend of Zelda: The Hero of Rhyme qui est un jeu complètement différent de l'original permettant d'affronter Ganon dans une battle de rap, ou Seedling, un jeu par navigateur qui s'inspire d'A Link to the Past. Il a par exemple également été recréé dans Unreal Engine 4.
La communauté de joueurs d'A Link to the Past est largement touchée par le phénomène du speedrun et du tool-assisted speedrun,,,,.

### Citation du jeu
1. ↑  Nintendo. The Legend of Zelda: A Link to the Past (Super Nintendo) (v. SNS-ZF-CAN). Nintendo.

### Guide et manuel de jeu
1. 1 2  Nintendo  1992, Area Key, p. 19-22.
2. 1 2 3  Ninten do 1992, The Legend, p. 3-16.
3. 1 2 3 4 5 6 7 8 9 10 11 12 13 14 15 16  Nintendo  1991, La Légende d'Hyrule, p. 3-8.
4. ↑  Nintendo  1991, Rapide présentation du bestiaire d'Hyrule, p. 44-45.
5. 1 2 3  Nintendo  1991, Vie et pouvoir magique, p. 27-28.
6. ↑  Nintendo  1991, 3. Utilisation de la manette du jeu, p. 13.
7. ↑  Nintendo  1991, Bouton A - Action, p. 15-16.
8. ↑  Nintendo  1991, Bouton B - Maniement de l'épée, p. 17-18.
9. ↑  Nintendo  1992, Bows and Arrows, p. 71.
10. ↑  Nintendo  1992, Dungeon equipment, p. 151.
11. ↑  Nintendo  1991, Interrupteurs de cristal, p. 36.

### Ressources externes
1. 1 2  Régis Monterrin, « II: The Legend of Zelda: A Link to the Past », Les Cahiers de la play histoire, Omaké Books, no 2 Hors-série « Spécial The Legend of Zelda »,‎ juin-juillet 2017, p. 44-45 (ISSN 2417-291X).
2. 1 2 3 4  « The Legend of Zelda: A Link to the Past », sur Gamekult.
3. ↑  (en) Richard George, « The Legend of Zelda Timeline Revealed », sur IGN, 24 décembre 2011.
4. ↑  Eiji Aonuma  et  Akira Himekawa  2013, Chronologie d'Hyrule, terre des Dieux…, p. 69.
5. 1 2 3 4  (en) Chris Scullion, « How A Link to the Past paved the way for the future of Zelda », sur GamesRadar+, 21 novembre 2016.
6. 1 2 3 4 5 6  (en) Travis Fans et Lucas Thomas, « IGN Presents the History of Zelda », sur IGN, 27 août 2010, p. 2.
7. 1 2 3 4 5 6 7 8 9 10 11 12 13 14 15 16 17  Romendil, « Zelda III : A Link to the Past - Super Nintendo (Zelda : Kamigami no Triforce - Super Famicom) - Dossier : Zelda », sur Jeuxvideo.com, 11 janvier 2007.
8. 1 2 3 4 5 6 7 8 9 10 11 12 13 14 15 16  (en) Peer Schneider, « Hyrule Times Vol. 10: Legend of Zelda: A Link to the Past », sur IGN, 10 novembre 2001.
9. 1 2 3 4 5 6 7 8 9  Akedysseril, « The Legend of Zelda : A Link to the Past », sur Jeuxvideo.com, 27 janvier 2010.
10. 1 2 3 4 5 6 7 8 9 10 11 12 13 14 15 16 17 18 19 20 21  « Zelda III: A Link to the Past : Première partie » (livret Player One Pocket no 3, 47 p. ), Player One, no 26,‎ novembre 1992, p. 1-47.
11. 1 2 3 4 5 6 7 8 9 10 11 12 13 14 15 16 17 18 19 20 21 22 23 24 25 26 27 28 29  (en) « The Making of: Zelda - A Link to the Past », Retro Gamer, no 165,‎ 2017, p. 22-29.
12. 1 2 3 4 5 6 7 8 9 10 11 12  « Zelda III », Nintendo Player, no 7,‎ novembre-décembre 1992, p. 38-43.
13. 1 2 3 4 5 6 7 8 9  Nicolas Courcier  et Mehdi El Kanafi  2013, Un spectaculaire retour vers le passé, p. 39-41.
14. ↑  William Audureau, « Miyamoto, la Wii U et le secret de la Triforce », sur Gamekult, 1er novembre 2012.
15. ↑  Arnaud Bonnet, 100 jeux vidéo, 1000 anecdotes !, Éditions Pix'n Love, août 2015, 208 p. (ISBN 978-2371880146), p. 92.
16. 1 2 3 4 5 6 7 8 9  Eiji Aonuma  et  Akira Himekawa  2013, Le Déclin d'Hyrule et le dernier héros, p. 94-97.
17. 1 2 3 4 5 6 7 8  (en) « The Legend of Zelda: A Link to the Past », Nintendo Magazine System,‎ 1992, p. 76-80.
18. ↑  Nicolas Courcier  et Mehdi El Kanafi  2013, Zelda et Ganon, p. 227-230.
19. 1 2  Eiji Aonuma  et  Akira Himekawa  2013, Concept Art, p. 142-143.
20. 1 2 3 4  « Zelda 3 : La quête de Zelda », Micro News, no 53,‎ décembre 1991, p. 200-201.
21. ↑  « The Legend of Zelda: A Link to the Past », sur Gamekult.
22. ↑  (en) « Classic Moements : The Legend of Zelda: A Link to the Past », Retro Gamer, no 120,‎ septembre 2013, p. 84-85.
23. 1 2  (en) Damien McFerran, « Review: The Legend of Zelda: A Link to the Past (Wii U eShop / SNES) », sur NintendoLife, 16 décembre 2013.
24. 1 2 3 4 5 6 7 8 9 10  (en) « The Legend of Zelda: A Link to the Past », Nintendo Power, no 34,‎ mars 1992, p. 83-97.
25. 1 2 3 4  Nicolas Courcier  et Mehdi El Kanafi  2013, Retour « à la normale », p. 41-42.
26. 1 2  Romendil, « The Legend of Zelda : A Link to the Past », sur Jeuxvideo.com, 26 mars 2003.
27. 1 2 3 4 5 6 7  « The Legend of Zelda: A Link to the Past », Player One, no 25,‎ novembre 1992, p. 50-55.
28. ↑  « Zelda III: A Link to the Past : Deuxième partie » (livret Player One Pocket no 4, 47 p. ), Player One, no 27,‎ décembre 1992, p. 1-47.
29. 1 2 3  (en) « The Legend of Zelda: A Link to the Past Technical Information », sur GameSpot.
30. ↑  (sv) « Interview de Shigeru Miyamoto », Super PLAY,‎ avril 2003.
31. 1 2 3  Chris Kohler, « Interview: Super Mario Galaxy Director On Sneaking Stories Past Miyamoto », sur Wired: GameLife, 4 décembre 2007.
32. 1 2 3 4 5 6 7 8 9 10 11 12 13 14 15 16  (en) « The Legend of Zelda: A Link to the Past », Super Play, no 2,‎ décembre 1992, p. 68-71.
33. 1 2 3 4 5 6 7 8 9 10 11 12 13  (ja) « The Making of The Legend of Zelda: A Link to the Past », Famicon Tsuushin,‎ janvier 1992.
34. ↑  (en) World Features Syndicate., « The hours spent by the manufacturers in programming... », sur Gamekult, 13 décembre 1993.
35. ↑  Oscar Lemaire  2017, VI : En Quête de perfection - Le Retour de la dream team, p. 89-94.
36. ↑  (en) « Legend of Zelda—A link to the Past », sur Ludogo.
37. 1 2  Oscar Lemaire  2017, VI : En Quête de perfection - Les Contraintes d'une suite, p. 94-96.
38. 1 2 3 4 5 6 7 8  Nicolas Courcier  et Mehdi El Kanafi  2013, L'affirmation du monde d'Hyrule, p. 43-44.
39. ↑  (en) Carrie Gouskos, « The Greatest Games of All-Time: The Legend of Zelda: A Link to the Past », sur GameSpot, 14 mars 2006.
40. 1 2 3  Oscar Lemaire  2017, VI : En Quête de perfection - Le souci du détail, p. 105-106.
41. ↑  (en) « Ultra 64 on Target for '95 Laucnh », Edge, no 21,‎ juin 1995, p. 8.
42. 1 2 3  Oscar Lemaire  2017, VI : En Quête de perfection - L'Abandon de l'open-world, p. 96.
43. ↑  « Iwata demande - The Legend of Zelda sur console portable : une longue histoire », sur Nintendo of Europe, 4 décembre 2009.
44. ↑  (en) « The Legend of Zelda: A Link to the Past », sur IGN.
45. 1 2  Nicolas Courcier  et Mehdi El Kanafi  2013, La Musique dans Zelda, p. 192.
46. 1 2 3  Rémi Lopez, OST : 100 Albums indispensables de jeux vidéo, Éditions Pix'n Love, novembre 2014, 240 p. (ISBN 978-2918272854, lire en ligne), p. 227.
47. ↑  (en) « The Legend of Zelda Sound & Drama », sur Squareenixmusic.com.
48. ↑  (en) « Zelda and Sin City Return », Nintendo Power, no 82,‎ mars 1996, p. 55.
49. ↑  (en) « The Legend of Zelda: A Link to the Past », GamePro, no 94,‎ avril 1997, p. 96-97.
50. ↑  daFrans, « Nintendo Switch Online : Les nouveaux jeux ne seront plus ajoutés de manière mensuelle », sur Jeuxvideo.com, 6 septembre 2019.
51. 1 2 3 4  Nicolas Courcier  et Mehdi El Kanafi  2013, BS Zelda : Link en orbite, p. 171-172.
52. ↑  Oscar Lemaire  2017, VI : Un Classique discret, L'Enthousiasme débordant des previews, p. 109-111.
53. 1 2 3 4 5 6  « The Legend of Zelda », Consoles +, no 5,‎ janvier 1992, p. 20-23.
54. 1 2 3 4 5 6  (en) « The Legend of Zelda III », Computer and Video Games, no 123,‎ août 1992, p. 68.
55. 1 2 3 4 5  (en) « Review Crew: Zelda III », Electronic Gaming Monthly, no 32,‎ mars 1992, p. 24.
56. 1 2  (en) « The Legend of Zelda: A Link to the Past », GamePro, vol. 4, no 8,‎ août 1992, p. 56-58.
57. 1 2 3 4 5  « The Legend of Zelda: A Link to the Past », Joypad, no 13,‎ octobre 1992, p. 148.
58. 1 2 3 4  « The Legend of Zelda: Part III », Joystick, no 23,‎ janvier 1992, p. 106-107.
59. 1 2 3 4 5 6 7 8  (en) « The Legend of Zelda: A Link to the Past », Mean Machines, no 20,‎ 1992, p. 84-86.
60. ↑  (en) « The Legend of Zelda: A Link to the Past », Nintendo Power, no 34,‎ mars 1992, p. 105.
61. 1 2 3 4 5  « The Legend of Zelda: A Link to the Past », Super Power, no 1,‎ juillet-août 1992, p. 102-104.
62. ↑  (en) « The Legend of Zelda: A Link to the Past », sur GameRankings.
63. ↑  (en) « The Legend of Zelda: A Link to the Past », GamePro, vol. 4, no 2,‎ février 1992, p. 82, 84.
64. 1 2  (en) « The History of Zelda », Retro Gamer, no 51,‎ août 2008, p. 26-37.
65. 1 2  (en) Rachel Haas, « The Legend of Zelda: A Link to the Past Graphic Novel Is Being Printed Again », sur IGN, 1992.
66. ↑  (en) Carrie Gouskos, « The Greatest Games of All Time: The Legend of Zelda: A Link to the Past », sur GameSpot.
67. ↑  (en) Audrey Drake, « Zelda: A Link to the Past - Best of the Best », sur IGN, 17 avril 2012.
68. ↑  (en) IGN Staff, « Top 10 Legend of Zelda Games », sur IGN, 8 août 2016.
69. ↑  (en) Liz Finnegan, « Top 10 The Legend of Zelda Games », sur The Escapist, 23 février 2016.
70. ↑  (en) GameCentral for Metro.co.uk, « The best Zelda ever – the top 16 games from Wind Waker HD to Ocarina Of Time », sur Metro, 4 octobre 2013.
71. ↑  (en) Eurogamer Staff, « The best Zelda games: Eurogamer editors' choice », sur Eurogamer, 26 février 2016.
72. ↑  (en) Lucas M. Thomas, « The Legend of Zelda: A Link to the Past VC Review », sur IGN, 22 janvier 2007.
73. ↑  (en) Damien McFerran, « Review: The Legend of Zelda: A Link to the Past (Wii / SNES) », sur NintendoLife, 23 janvier 2007.
74. ↑  (en) Jeff Gerstmann, « The Legend of Zelda: A Link to the Past Review) », sur GameSpot, 31 janvier 2007.
75. ↑  (en) Dave Frear, « Review: The Legend of Zelda: A Link to the Past (New Nintendo 3DS / SNES) », sur NintendoLife, 21 mars 2016.
76. ↑  (en) Levi Buchanan, « Genesis vs. SNES: By the Numbers », sur IGN, 20 mars 2009.
77. 1 2  Oscar Lemaire  2017, VI : Un Succès indéniable, mais limité, p. 1017-119.
78. ↑  (en) IGN Staff, « GDC 2004: The History of Zelda », sur IGN, 25 mars 2004.
79. ↑  Rédaction, « Dossier : La musique dans la série Zelda », sur Jeuxvideo.com, 21 janvier 2013.
80. ↑  (en) Owen S. Good, « The Legend of Zelda: Symphony of the Goddesses announces 2017 tour schedule », sur Polygon, 14 mars 2017.
81. ↑  Julien Hubert, « Le concert Zelda Symphony Of The Goddesses revient à Paris », sur Gameblog, 6 mai 2016.
82. ↑  Morgane Tual, « Des 16-bits aux concerts symphoniques, quand la musique de jeux vidéo fait salle comble », sur M - Pixels, 23 avril 2015.
83. ↑  Nicolas Courcier  et Mehdi El Kanafi  2013, La chronologie de Zelda, p. 181-183.
84. ↑  Aurio, « Test de The Legend of Zelda: Link's Awakening », sur Jeuxvideo.com, 6 janvier 2010.
85. ↑  (en) « The Legend of Zelda: Link's Awakening (preview) », Nintendo Power, no 48,‎ mai 1993, p. 58-61.
86. ↑  (en) Lorenzo Veloria, « 10 games that we're happy blatantly ripped off Zelda », sur GamesRadar+, 15 mai 2014.
87. ↑  (en) Brian Shea, « Seven Zelda-Inspired Games You Can Play While You Wait For Breath Of The Wild », sur Game Informer, 26 janvier 2017.
88. ↑  (en) Josiah Renaudin, « Adventure Time: The Secret of the Nameless Kingdom Review », sur GameSpot, 20 novembre 2014.
89. ↑  (en) « IGN's Top 100 Games: 11–20 », sur IGN, 2005.
90. ↑  (en) « Electronic Gaming Monthly's 100 Best Games of All-Time », sur Gamers.com, 1er janvier 2001.
91. ↑  (en) « Top 100 Games of All-Time », Game Informer, vol. 100,‎ août 2001, p. 34.
92. ↑  (en) The Game Informer staff, « The Top 200 Games of All Time », Game Informer, no 200,‎ décembre 2009, p. 44–79.
93. ↑  (en) « NP Top 200 », Nintendo Power, vol. 200,‎ février 2006, p. 58–66.
94. ↑  (en) « NP Top 285 », Nintendo Power, vol. 285,‎ décembre 2012.
95. ↑  (en) GamesRadar+ staff, « Best Super Nintendo games of all time », sur GamesRadar+, 17 avril 2012.
96. ↑  (en) Tom East, « 100 Best Nintendo Games – Part Six », sur Official Nintendo Magazine.
97. ↑  (en) « IGN's Top 100 Super Nintendo Games: 1 », sur IGN, 2012.
98. ↑  (en) « Electronic Gaming Monthly's Buyer's Guide », Electronic Gaming Monthly,‎ 1993.
99. ↑  Rédaction, « Chronique vidéo Top 10 des meilleurs jeux de la Super Nintendo », sur Jeuxvideo.com, 12 décembre 2018.
100. 1 2  (en) Hyrule-Times, « Retrospective: BS Zelda », sur IGN, 8 juin 2006.
101. ↑  (en) Ryan Jennings et Peer Schneider, « Hyrule Times Vol. 14: BS Zelda », sur IGN, 8 février 2002.
102. ↑  (en) « BS The Legend of Zelda: The Ancient Stone Panel », sur IGN.
103. ↑  (ja) Nintendo. BS Zelda no Densetsu: Inishie no Sekiban (via Satellaview sur Super Famicom). St.GIGA, Nintendo. 1997.
104. ↑  (ja) Nintendo. Zelda no Densetsu: Kamigami no Triforce (via Satellaview sur Super Famicom). St.GIGA, Nintendo. 1997.
105. ↑  (en) Craig Harris, « Legend of Zelda: A Link to the Past », sur IGN, 3 décembre 2002.
106. ↑  (en) Jeff Gerstmann, « The Legend of Zelda: A Link to the Past GBA review », sur GameSpot, 9 décembre 2002.
107. ↑  (en) Billy Berghammer, « A Legend Of Zelda: The Eiji Aonuma Interview », sur Game Informer, 17 mai 2004.
108. ↑  TRUNKS, « Zelda III renaît sur GBA », sur Gamekult, 17 mars 2003.
109. ↑  Romendil, « Test : Legend of Zelda: A Link to the Past », sur Jeuxvideo.com, 26 mars 2003.
110. ↑  (en) Star Dingo, « The Legend of Zelda: A Link to the Past Review from », sur GamePro, 13 décembre 2002
111. ↑  (en) Lucas M. Thomas, « The Legend of Zelda: Four Swords Anniversary Edition Review », sur IGN, 6 octobre 2011.
112. ↑  (en) Thomas Whitehead, « Review: The Legend of Zelda: Four Swords Anniversary Edition », sur NintendoLife, 2 octobre 2011.
113. ↑  (en) Pete Davison, « The Legend of Zelda: Four Swords Anniversary Edition Available for Free from September 28 », sur GamePro, 13 septembre 2011
114. ↑  (en) Martin Watts, « The Legend of Zelda: A Link Between Worlds (3DS) Review », sur NintendoLife, 14 novembre 2013.
115. ↑  (en) Dan Ryckert, « Everything A Fan Could Hope For - The Legend of Zelda: A Link Between Worlds », sur Game Informer, 14 novembre 2013.
116. ↑  (en) Lorenzo Veloria, « The Legend of Zelda: A Link Between Worlds review », sur GamesRadar+, 14 novembre 2013.
117. ↑  (en) Martin Gaston, « The Legend of Zelda: A Link Between Worlds Review », sur GameSpot, 14 novembre 2013.
118. ↑  (en) Keza MacDonald, « The Legend of Zelda: A Link Between Worlds Review », sur IGN, 14 novembre 2013.
119. ↑  (en) Arthur Gies, « The Legend of Zelda: A Link Between Worlds review: as a picture », sur Polygon, 15 novembre 2013.
120. ↑  Romendil, « Test de The Legend of Zelda: A Link Between Worlds », sur Jeuxvideo.com, 14 novembre 2013.
121. ↑  boulapoire, « The Legend of Zelda: A Link Between Worlds », sur Gamekult, 14 novembre 2013.
122. ↑  (en) « 14th Annual Game Developers Choice Awards », sur Gamechoiceawards.com, 2013.
123. ↑  (en) « D.I.C.E. Awards By Video Game Details – The Legend of Zelda: A Link Between Worlds », sur Academy of Interactive Arts & Sciences, 2014.
124. ↑  (en) Shōtarō Ishinomori, « The Legend of Zelda: A Link to the Past », Nintendo Power, nos 32 à 43,‎ janvier à décembre 1992.
125. ↑  (en) « The Legend of Zelda manga », sur McLoz.
126. ↑  Akira Himekawa, The Legend of Zelda: A Link to the Past, 2009 (ISBN 978-2302006843).
127. ↑  Rédaction, « Le manga Zelda arrive en France ! », sur Jeuxvideo.com, 24 avril 2009.
128. 1 2 3  (en) Justin Towell, « The Top 7... secret rooms in video games », sur GamesRadar+, 23 juin 2012.
129. ↑  (en) Ryan Winterhalter, « 25 Things You Didn't Know About The Legend of Zelda », sur 1UP.com, 20 février 2011.
130. 1 2  (en) Ryan Taljonick et Henry Gilbert, « The 100 best Easter Eggs of all time », sur GamesRadar+, 18 avril 2014.
131. ↑  (en) JC Fletcher, « The VC Advantage: A Chris Houlihan to the Past », sur Engadget, 13 février 2008.
132. 1 2  Paulpoul, « Top 10 des passages secrets les plus mémorables du jeu vidéo », sur Jeuxvideo.fr, 24 août 2012.
133. ↑  (en) Jason Fanelli, « 9 video game secrets that were almost never found », sur GamesRadar+, 23 avril 2014.
134. ↑  (en) Brendan Main, « The Minus Touch », sur The Escapist, 18 janvier 2011.
135. ↑  (en) « Gaming's Top 10 Easter Eggs », sur IGN, 9 avril 2009.
136. ↑  (en) Evan Hoovler, « 10 Ridiculous Old-School Video Game Rumors (That Were Actually True) », sur GameSpy, 24 mars 2011.
137. ↑  (en) « 7 Insane Video Game Secrets And Easter Eggs », sur G4TV, 25 avril 2012.
138. ↑  (en) Thomas Whitehead, « Feature: The Nintendo Easter Egg Hunt », sur NintendoLife, 31 mars 2013.
139. ↑  (en) Plunkett Luke, « LttP Remade As Zelda: Parallel Worlds », sur Kotaku, 10 janvier 2007.
140. ↑  (en) « Hacking is Cool: Shame They Don't Teach It at School », Retro Gamer, no 35,‎ mars 2007, p. 99.
141. ↑  Le Monde, « MC Zelda », sur M - Pixels, 9 septembre 2016.
142. ↑  (en) Nathan Grayson, « Seedling Is Zelda: Link To The Past In Your Browser », sur Rock, Paper, Shotgun, 14 juillet 2012.
143. ↑  (en) Steven Schneider, « Fan Recreates 'Legend of Zelda: A Link To The Past' In Unreal Engine 4 », sur Tech Times, 29 février 2016.
144. ↑  (en) Thomas Whitehead, « Video: Learn How to Clear The Legend of Zelda: A Link to the Past in Under Two Minutes », sur NintendoLife, 2 octobre 2015.
145. ↑  (en) Ethan Gach, « Speedrunner Beats Every Boss In The Legend Of Zelda: A Link To The Past While Blindfolded », sur Kotaku, 22 janvier 2017.
146. ↑  (en) Kyle Orland, « How a robot got Super Mario 64 and Portal “running” on an SNES », sur NintendoLife, 15 janvier 2017.
147. ↑  (en) « Chronique Speed Game : The Legend of Zelda : A Link to the Past fini en 1h40  », sur Jeuxvideo.com, 21 mars 215.
148. ↑  (en) Wesley Yin-Poole, « The best bits from the wonderful Summer Games Done Quick 2015 speedrunning event », sur NintendoLife, 8 mars 2015.